# Identité littéraire des personnages dans La Maison d'Âpre-Vent
Vous lisez un « article de qualité » labellisé en 2014.
Pour un article plus général, voir La Maison d'Âpre-Vent.
La Maison d'Âpre-Vent,,, Bleak House en anglais, publié entre mars 1852 et septembre 1853, est, avec plus de soixante personnages, l'un des plus peuplés des romans de Charles Dickens.
Certains ne sont que de fugitifs passants, comme Miss Wisk au nom éloquent, qui ne fait qu'une brève apparition au mariage de Caddy Jellyby, jeune fille tenant un rôle important dans l'intrigue ; pour autant, chacun d'eux, émanant de toutes les strates sociales, se trouve étroitement relié au schéma général. Ils sont tour à tour décrits par les deux narrateurs, l'un, anonyme, s'exprimant à la troisième personne pour rendre compte des démêlés de la loi et du beau monde, l'autre, Esther Summerson, la seule véritable héroïne du roman, qui raconte en contrepoint son histoire personnelle, vécue sept années auparavant, puis qui finit par rattraper son homologue en participant directement à l'histoire.
Certains ne se retrouvent que dans un seul récit ; d'autres, mais ils restent peu nombreux, vont de l'un à l'autre en certaines occasions, ce qui implique l'établissement de passerelles narratives ; ainsi, par le stratagème de cette double narration (double narrative), que Paul Schlicke, et il n'est pas le seul, juge « audacieux », Dickens les présente sous plusieurs facettes, les deux points de vue s'avérant complémentaires.
De plus, la double narration rend leur caractérisation à deux mains plus complexe, ce qui donne l'occasion à Dickens de déployer une large palette de procédés alliant la satire au pathos, des emprunts aux traditions littéraires ou populaires, à l'actualité et au mythe. Enfin, chaque personnage remplit une fonction bien délimitée au sein de cette vaste structure apparemment échevelée, mais dont la cohérence, l'unité et aussi la finalité se dégagent peu à peu d'inexorable façon.

## Recensement alphabétique des personnages
- Augusta ou Guster, employée des Snagsby ; c'est une brave femme qui souffre de crises de nerfs lorsqu'elle ressent de trop vives émotions.

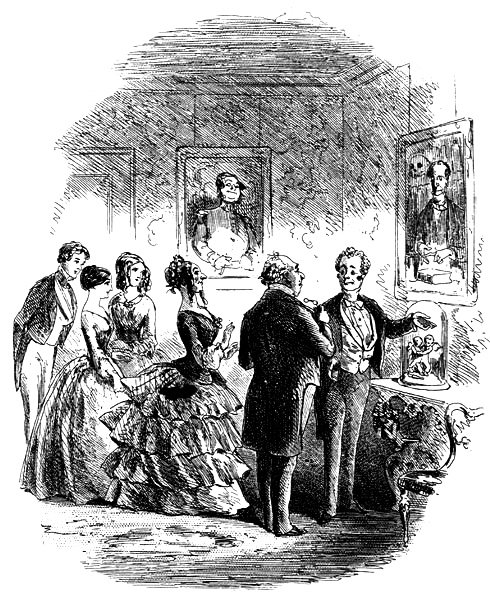
Portraits des maris chez Mr Bayham-Badger (Phiz).

- Mr Bayham Badger, cousin de Kenge, chirurgien à Chelsea, chez qui Richard Carstone est apprenti, mais qui se préoccupe surtout d'incarner les deux précédents maris défunts de son épouse.
- Mrs Bayham Badger, épouse, après deux autres mariages, de Mr Bayham Badger, et qui ne cesse d'évoquer le souvenir de ses chers défunts, si bien que son époux vit dans l'ombre de ceux qui l'ont précédé.
- Matthew Bagnet, propriétaire d'un magasin de musique, ancien camarade de régiment de George Rouncewell ; bien que surnommé Lignum Vitae en raison de son endurance et de sa robustesse, il dépend de son épouse pour la gestion du foyer. Il cosigne avec George un billet à ordre émis par Mr Smallwood et, à l'échéance du terme, il est arrêté pour cette dette qu'il ne peut honorer.
- Mrs Bagnet, épouse de Matthew ; pétrie de bon sens et dotée d'un caractère à toute épreuve, elle conseille George Rouncewell et réconcilie Mrs Rouncewell et son fils.
- Les enfants Bagnet, Woolwich, Quebec et Malta, prénommés selon le lieu de leur naissance.
- Miss Barbary, présentée comme la marraine d'Esther Summerson, mais qui s'avère en réalité être sa tante. C'est une bigote à l'esprit étroit qui, faisant croire à sa sœur Honoria (Dedlock) que la petite fille illégitime à laquelle elle vient de donner naissance est mort-née, élève l'enfant en secret. Naguère éprise de Lawrence Boythorn, elle a préféré rompre cette liaison pour cacher l'indignité de cette naissance.
- Mrs Blinder, aimable propriétaire de la pension de famille Bell Yard (« Cour de la cloche ») où logent Tom Gridley et les Neckett ; elle recherche les petits orphelins et les loge gratis ; plus avant dans l'histoire, elle accueille aussi Miss Flite.
- Lawrence Boythorn, ancien camarade de classe de John Jarndyce, sans cesse « aux extrêmes », qui parle de tout et de rien au superlatif, et qui, quoique d'un tempérament plutôt aimable, se montre souvent belligérant. Il entend se battre pour ce qu'il appelle les « droits », par exemple le droit de passage entre sa propriété et celle de Sir Leicester Dedlock, contentieux qu'il a porté en justice à la Chancellerie, garantie que la querelle sera sans fin. Il a été inspiré par le poète Walter Savage Landor, que Dickens appréciait pourtant, puisqu'il a donné son nom à un de ses fils.
- Inspector Bucket, officier de police judiciaire qui résout l'énigme du meurtre de Tulkinghorn ; fin, rusé, entreprenant, il mène son enquête sans relâche, mais, au fond, reste un bien brave homme.
- Mrs Bucket, son épouse et, à l'occasion son assistante ; elle lui sert d'espionne pendant son enquête.
- William Buffy, M. P., parlementaire, ami de Sir Leicester Dedlock, auquel il n'a de cesse de rappeler que le pays va à veau-l'eau et qu'il n'y a plus de valeurs.

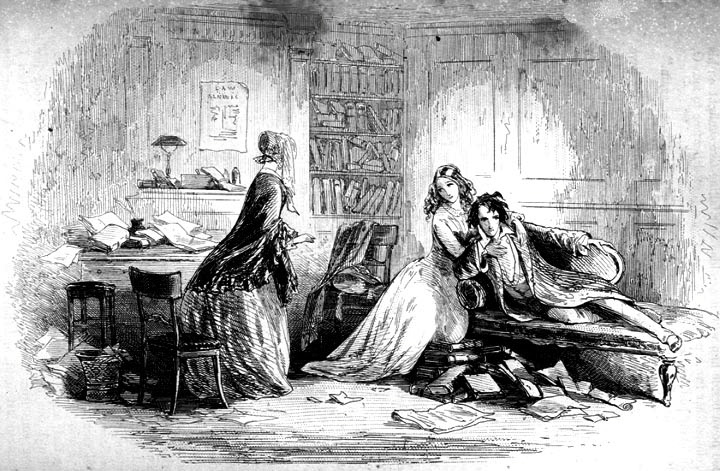
Richard est à l'agonie (Phiz).

- Richard Carstone, dit Rick, beau garçon de 19 ans, orphelin, pupille de John Jarndyce. Il s'éprend de sa cousine Ada Clare à laquelle il se fiance, mais le mariage est repoussé jusqu'au jour où il se sera engagé dans une profession. Tour à tour, il s'essaie à la médecine, au droit, au métier des armes, mais sans conviction, car il attend l'héritage que lui promet l'affaire Jarndyce. Les deux jeunes gens s'enfuient pour convoler, Richard contracte des dettes, perd la santé et meurt alors que le procès prend fin. De toute façon, il ne reste rien, tout l'héritage ayant servi à payer les dépens.
- Rosa Cartwright, belle jeune fille de la campagne qui devient la bonne de Lady Dedlock en remplacement d'Hortense. Elle est fiancée à Watt Rouncewell, fils du maître de forges (ironmaster). Lady Dedlock la traite comme elle le ferait de sa fille et l'éloigne avant que n'éclate le scandale qui salirait sa réputation.
- Mr Chadband, financé et soutenu par les Snagby et parasite de Mr Jarndyce, est un pasteur dissident de l'église évangélique (dissenter), dont l'art oratoire s'exerce en toute occasion et sur toute chose avec une emphase logorrhéique. Il vitupère contre Jo, le petit balayeur de carrefour, qu'il accuse des plus grands péchés et auquel il promet le feu de l'enfer. En fait, c'est un redoutable parasite pourvoyant à ses énormes besoins alimentaires sur le dos de ses ouailles.
- Mrs Chadband, ou Mrs Rachel, ancienne gouvernante de Miss Barbary ; elle connaît le secret de la naissance d'Esther et son véritable patronyme, Hawdon, et elle le communque à Guppy et Tulkinghorn. Elle épouse Chadband assez tard dans le roman.
- The Lord High Chancellor, premier juge de la cour de la Chancellerie, qui paraît aussi embrumé que sa salle d'audience qu'a envahi l'épais brouillard londonien.
- Ada Clare, âgée de 17 ans, cousine et aussi pupille de John Jarndyce. Blonde, belle, charmante et ingénue, elle reçoit la compagnie d'Esher Summerson, engagée pour assurer cette fonction. Elle s'enfuit avec le prodigue Richard Carstone lorsqu'elle atteint sa majorité et enfante un fils après la mort du jeune homme. Mr Jarndyce la recueille avec son bébé dans sa demeure de « Bleak House ».

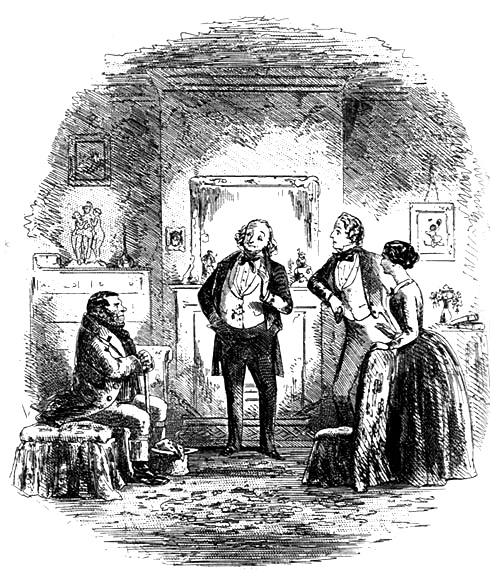
Coavinses arrête Skimpole Phiz).

- Coavinses, surnom donné par Skimpole à Mr Neckett, l'officier de police judiciaire qui l'arrête pour dettes.
- Lady Honoria (Barbary) Dedlock, splendide épouse du baron Sir Leicester Dedlock, à qui elle s'est unie pour sa fortune et son entregent. Un mystère plane sur cette femme qui éprouve « à en mourir » l'ennui et la fatuité de son ascension sociale. Sans enfant, voyageant beaucoup, faisant des allers et retours entre sa propriété du Lincolnshire et son hôtel particulier de Londres, puis de Londres à Paris. Elle aussi est partie prenante de l'affaire « Jarndyce contre Jarndyce » et s'évanouit à la lecture d'un document écrit de la main du copiste dont elle reconnaît l'écriture, celle de Nemo, en réalité le capitaine Hawdon, père de son enfant (Esther Summerson) dont elle ne connaît pas encore l'existence car elle la croit mort-née. Tulkinghorn découvre le secret de cette naissance illégitime et exerce un chantage auprès de la dame. Convaincue qu'elle a sali l'honneur de son noble époux et est recherchée pour le meurtre de Tulkinghorn, elle s'enfuit et trouve la mort tragiquement aux grilles du cimetière où est enterré son ancien amant.
- Sir Leicester Dedlock, Baronet (Baronnet), de vingt ans plus âgé qu'Honoria, sa femme ; il l'a épousée par amour, bien qu'elle fût sans relations ni fortune. Conscient de son importance, fier du nom qu'il porte, c'est un homme de cœur qui, lorsqu'il est mis au courant du passé d'Honoria, subit un tel choc qu'il est victime d'une congestion cérébrale. Dès qu'il est en mesure de prendre une décision, il dépêche Bucket à ses trousses pour lui signifier son pardon, puis l'enterre avec les honneurs dus à son rang dans le caveau de famille à « Chesney Wold ».
- Volumnia Dedlock, cousine aînée de Sir Leicester qui, de temps à autre, rend visite à la famille. Inconstante et frivole, c'est elle qui découvre Sir Leicester après sa congestion cérébrale et le soigne. Après le décès de Lady Dedlock, Sir Leicester en fait son héritière.
- Miss Flite, vieille femme fofolle qui assiste à toutes les sessions de la cour de la Chancellerie en attendant ce qu'elle appelle « le Jour du Jugement dernier ». Logeant dans l'entrepôt de bric-à-brac de Krook, ce qui sied symboliquement à sa condition de déchet de l'affaire Jarndyce, c'est une douce excentrique, mais non dénuée de bons sentiments.
- Mr Gridley, « l'homme du Shropshire »[N 3],[5], dont l'affaire traîne à la Chancellerie, ce qui le ruine, le remplit d'amertume et le rend méchant. Poursuivi devant le tribunal par Tulkinghorn pour injure à magistrat, il se cache dans la galerie de Mr George, où il meurt.
- Mr William Guppy, l'ambitieux clerc de Kenge and Carboy, qui demande Esther en mariage, enquête sur son passé et dévoile le secret de Lady Dedlock.
- Guster, ou Augusta, maladroite et sujette à des phases d'excitation, elle est sortie de l'hospice par les Snagsby pour lesquels elle travaille en tant que domestique.
- Captain Hawdon (le capitaine Hawdon), ancien militaire porté disparu et qu'on croit mort. Ayant tout perdu, il se fait appeler Nemo (Personne), survit en copiant des documents juridiques et s'adonne à l'opium. C'est d'ailleurs d'une surdose qu'il meurt chez Krook qui le loge. Il s'avère qu'il est l'ancien officier commandant le régiment de George Rouncewell et le père d'Esther Summerson, née d'une union clandestine avec Lady Dedlock, alors Honoria.
- Mademoiselle Hortense, femme de chambre de Lady Dedlock, qui jure de se venger lorsque sa patronne lui préfère Rosa. Elle cherche l'aide de Tulkinghorn pour se trouver d'autres places et, devant ses échecs répétés, l'assassine en lui tirant une balle à bout portant.
- John Jarndyce, souvent appelé Mr Jarndyce, tuteur d'Esther Summerson et également des pupilles de l'affaire Jarndyce, Ada Clare et Richard Carstone. Célibataire âgé d'environ 60 ans, un peu grisonnant mais portant beau, il vit dans « Bleak House », la vaste maison qu'il a héritée de Tom Jarndyce. Il s'emploie à réparer autant que faire se peut les injustices commises par sa famille, sans jamais chercher des remerciements pour ses actes de charité. Il propose le mariage à Esther, puis, se rendant compte qu'il est trop vieux pour elle, il fait en sorte qu'elle puisse épouser l'homme qu'elle aime, Allan Woodcourt.
- Tom Jarndyce, ancien propriétaire de « Bleak House », plaignant dans l'affaire Jarndyce, il s'est tiré un coup de pistolet dans le tête en désespoir d'un jugement.
- Mrs Jellyby, philanthrope londonienne, elle se préoccupe surtout des indigènes africains de Borrioboola-Gha, au détriment de son mari et de ses sept enfants, laissés plus ou moins au chaos de ses appartements, où Ada, Richard et Esther sont de fréquents visiteurs et deviennent des amis de sa fille Caddy.
- Mr Jellyby, négligé mais patient, c'est le mari de Mrs Jellyby. Les largesses inconsidérées de son épouse envers les causes qu'elle défend l'acculent à la banqueroute.

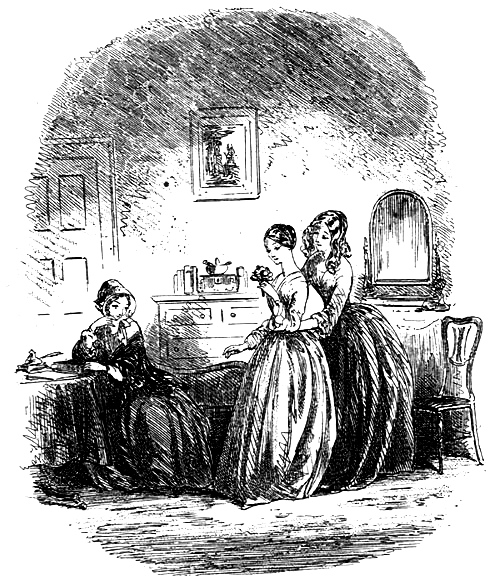
Caddy reçoit son premier bouquet (Phiz).

- Caddy (Caroline) Jellyby, fille du couple Jellyby et secrétaire forcée de sa mère qui lui dicte pendant des journées entières ses projets d'éducation pour les petits Africains sans se préoccuper de la sienne. Amie d'Esther, elle finit par épouser Prince Turveydrop et gère son école de ballet avec grand succès. Elle donne naissance à un enfant sourd et muet.
- Peepy Jellyby, le plus jeune des enfants Jellyby, sale et mal tenu, qui, en raison de l'incurie de sa mère, souffre de négligence caractérisée.
- Jo, petit balayeur de carrefour sans patronyme, qui vit de la rue dans les taudis de « Tom-All-Alone's ». Toujours affamé, il reçoit quelques dons de Mr Snagsby et de Nemo. Il est impliqué dans le mystère ambiant pour avoir montré à Lady Dedlock où loge Nemo (Hawdon). Il est atteint par la variole et contamine Charley et Esther qui l'ont emmené à « Bleak House » pour le secourir. Traqué par Bucket, il reçoit l'ordre de rester en dehors de Londres afin d'éviter qu'il n'en dise trop, et meurt, assisté par Allan Woodcourt, dans la galerie de tir de Mr George.
- Conversation Kenge, avocat au cabinet Kenge and Karboy, chargé des affaires de Mr Jarndyce. Son surnom vient de ce qu'il aime particulièrement s'entendre parler.
- Mr Krook, chiffonnier vivant du commerce des déchets, louche et huileux, bourré de gin. Petit, ratatiné et d'aspect cadavérique, il semble en permanence en proie à un feu intérieur. Ne sachant ni lire ni écrire, il est surnommé Lord Chancellor par ses voisins, de même que son entrepôt est baptisé Court of Chancery. Il meurt d'avoir trop bu de gin, dans un immense brasier intérieur dit de « combustion spontanée ».
- Jenny, épouse battue d'un maçon. Son bébé meurt alors même qu'Esther est en visite à sa chaumière. Elle apporte son aide à Jo pendant sa maladie et échange ses vêtements avec Lady Dedlock pour égarer les recherches de l'inspecteur Bucket.
- Liz, femme d'un maçon et amie de Jenny, qui la réconforte à la mort de son bébé.
- Mercury, valet de pied chez les Dedlock en ville.
- Mr Neckett (Coavinses), officier adjoint de Buckett, dont la mission consiste à traquer et arrêter les personnes endettées. C'est lui qui place Harold Skimpole, l'auteur de son surnom, sous mandat de dépôt. Son épouse étant décédée en couches, il s'est trouvé seul avec trois enfants, à qui Mr Jarndyce porte assistance.
- Charley Neckett (Charlotte ou Charley), l'aînée des trois orphelins de la famille Neckett, les deux autres étant dénommés Tom et Emma. Elle est placée comme bonne à tout faire chez Esther Summerson qui la soigne lorsqu'elle contracte la variole.
- Mrs Pardiggle, puseyiste[N 4] qui distribue des pamphlets religieux aux pauvres pour les convertir, et cherche à entraîner Esther Summerson et Ada Clare dans ses tournées.
- Mrs Rouncewell, gouvernante des Dedlock, toute dévouée à cette famille qu'elle sert depuis cinquante ans. Elle a deux fils, George et Mr Rouncewell, le maître de forges (ironmaster).
- Mr Rouncewell, fils de Mrs Rouncewell, qui affronte les Dedlock au sujet du mariage de son fils Watt avec leur bonne à tout faire Rosa. C'est un membre de la petite classe moyenne industrielle convaincue qu'elle vaut bien les membres de l'aristocratie terrienne. Il est en total désaccord avec Sir Leicester Dedlock sur la gouvernance du pays, et Dickens dresse un parallèle entre les deux hommes et ce qu'ils représentent, un ordre ancien et un monde nouveau.

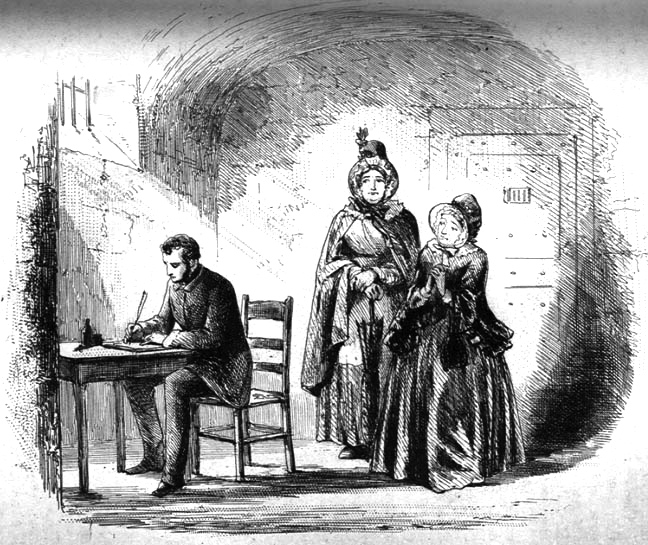
Mrs Bagnet rend visite à son fils George en prison (Phiz).

- Mr George Rouncewell, âgé de 50 ans, plutôt bien bâti et d'aspect avenant, c'est un vétéran des armées qui tient un stand de tir. Il apprend à Richard Carstone à se servir du fusil et de l'épée, et il cache Gridley que recherche la police. Il est endetté envers Mr Smallweed, tout comme l'a été son vieil ami Nemo (le capitaine Hawdon). Pétri de compassion, il protège son adjoint Phil et recueille le jeune Jo à l'agonie. Il est arrêté pour dettes, soupçonné du meurtre de Tulkinghorn, puis libéré lorsque sa dette est payée par un bienfaiteur et le vrai coupable démasqué.
- Watt Rouncewell, fils de Mr Rouncewell, petit-fils de Mrs Rouncewell ; il s'éprend de Rosa et l'épouse.
- Harold Skimpole, irresponsable amateur disert et charmeur, cultivant le mythe pastoral jusqu'à la manie et vivant des largesses des Snagsby et de Mr Jarndyce. Son âme prétendument d'enfant artiste cache une personnalité égoïste exerçant une influence néfaste sur Richard Carstone. Son personnage serait fondé sur le journaliste écrivain Leigh Hunt[N 5].
- Le grand-père Smallweed, vieil homme perclus de douleurs, décrit comme un sac de guenilles coiffé d'une calotte. Adepte de ce qu'il appelle les « intérêts composés » (compound interest)[N 6], il prête de l'argent à des taux usuraires et prend ainsi au piège des gens tels que Nemo et Mr George, qu'il tient ensuite à la gorge avec délectation. C'est lui qui vend les lettres d'amour de Lady Dedlock à Sir Leicester.
- La grand-mère Smallweed, l'épouse sénile du précédent qui la bombarde d'oreillers.
- Bart et Judy Smallweed, les petits-enfants jumeaux du vieux Smallweed, vite jetés à la rue pour qu'ils gagnent leur pain. Bart est devenu clerc chez Kenge et Carboy, et Judy apprend à fabriquer des fleurs artificielles.
- Mr Snagsby, propriétaire bienveillant de la « Librairie des juristes » située dans Cook’s Court, où il a pris Nemo comme assistant. Plutôt rondelet et sous la coupe de son épouse, il prend en amitié le petit balayeur Jo.
- Mrs Snagsby, épouse du précédent. C'est elle qui dirige le magasin, la maisonnée et son mari. Elle est restée très maigre d'avoir bu force jus de citron au vinaigre pour préserver sa ligne. Sa curiosité et sa jalousie maladives sont une plaie pour ses proches, mais elle s'avère entreprenante et gère son affaire avec brio.
- Phil Squod, rétameur de son état, vieillard difforme que George prend comme adjoint dans son stand de tir. C'est un homme loyal et bon que son physique oblige à longer les murs où il laisse une trace graisseuse à chacun de ses passages.
- L'honorable Bob Stables, cousin des Dedlock, qui cherche à devenir vétérinaire, mais sa véritable ambition est de rejoindre le gouvernement sans avoir à exercer la moindre responsabilité.
- Esther Summerson, l'un des deux narrateurs du roman. Intelligente et affectionnée, elle reste toujours humble, bienveillante envers tous, et aspire secrètement à être aimée pour compenser l'affection dont elle a été privée dans son enfance. Elle a en effet été élevée dans un complet isolement à Windsor par sa tante, Miss Barbary, qui n'a eu de cesse de lui répéter qu'elle était la honte de sa famille dont elle a été totalement coupée. Après la mort de Miss Barbary, un bienfaiteur mystérieux l'a envoyée dans une institution scolaire. Cet anonyme est en réalité Mr John Jarndyce, l'une des parties dans l'affaire débattue depuis si longtemps à la cour de la Chancellerie, mais qui s'en désintéresse. À sa sortie de l'école, Mr Jarndyce la recueille à « Bleak House » où elle lui sert de gouvernante et tient compagnie à Ada Clare, sa pupille. Elle contracte la variole en portant secours à Jo et en garde le visage profondément marqué, ce qui n'empêche pas Allan Woodcourt de s'éprendre d'elle. Cependant, Mr Jarndyce lui a proposé le mariage, mais, constatant l'amour que se portent les deux jeunes gens, il renonce à elle et célèbre leur union. Entre-temps, Lady Dedlock a avoué à Esther qu'elle était sa mère. Les nouveaux mariés s'installent dans une autre « Bleak House » située dans le Yorkshire, copie conforme en miniature de la première.
- Mr Tulkinghorn, homme de loi des Dedlock, chargé de l'affaire Jarndyce. Toujours habillé de noir et d'aspect éminemment respectable, il vit en solitaire dans un élégant hôtel particulier de Lincoln’s Inn Fields. Les renseignements qu'il obtient sur ses clients et leur entourage, Lady Dedlock, Mr George, et Hortense, lui permettent de les tourmenter pour servir ses fins. Il est tué par Hortense qui s'arrange pour que lady Dedlock soit accusée du crime.

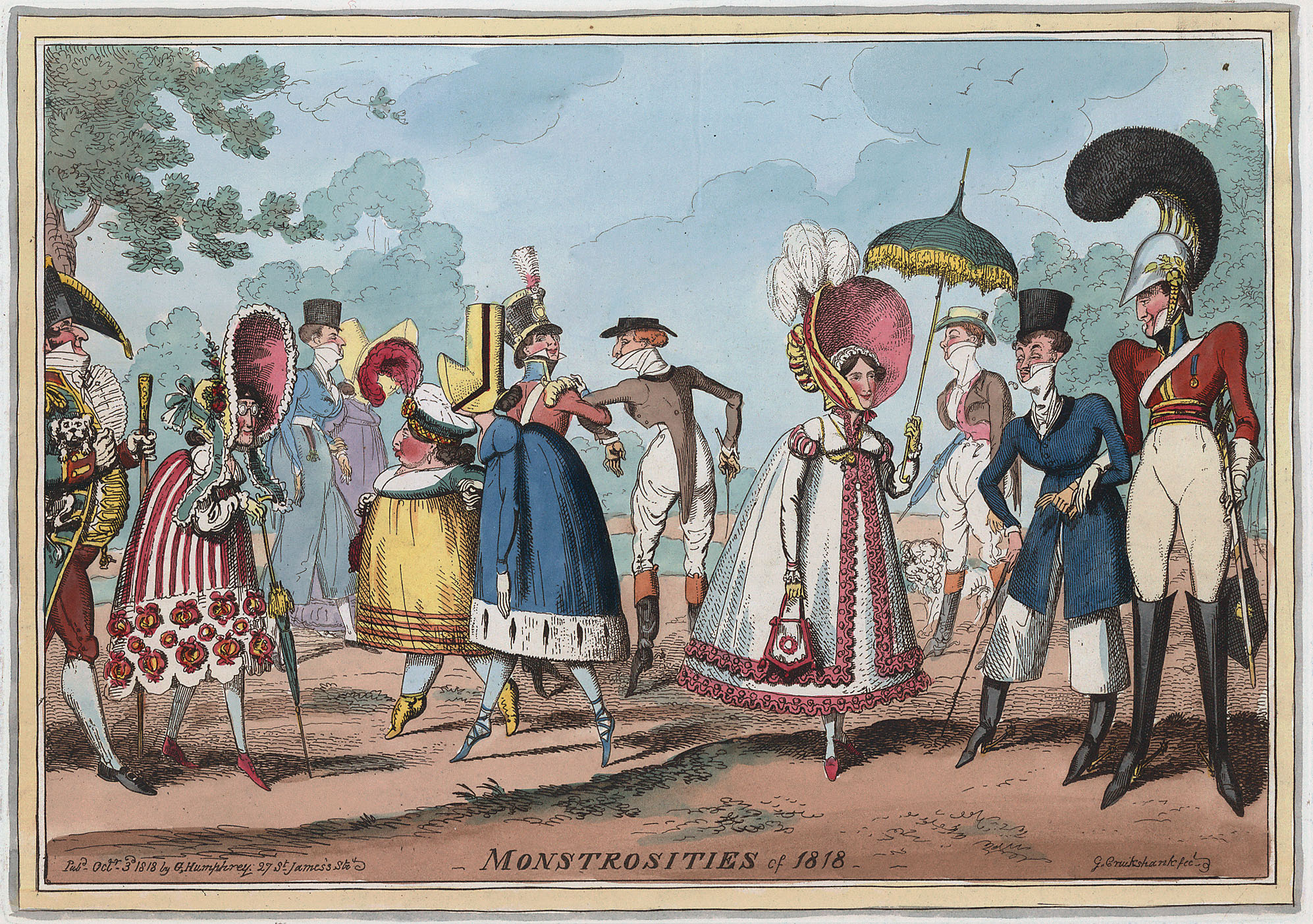
Caricature de la mode Régence, par George Cruikshank.

- Mr Turveydrop ou Comportment Turveydrop, vieux monsieur obèse s'habillant à la mode Régence[N 7] et obsédé par le « maintien » ; il se fait un point d'honneur de représenter un idéal passé de comportement, parade en ville, mais vit en parasite aux dépens de son fils Prince, réservant tout son temps à l'admiration qu'il pense lui être due.
- Prince Turveydrop, fiancé, puis époux de Caddy Jelleby, qu'il a rencontrée alors qu'elle prenait des cours dans son école de danse. Esclave de son père qui l'exploite à merci, il est victime d'un accident qui lui laisse une claudication, sur quoi, Caddy prend le relais et gère l'institution avec une grande réussite grâce à ses dons de gestionnaire et à son talent artistique.
- Mr Vholes, homme de loi qui, en véritable vampire, s'acharne sur Richard Carstone.
- Allan Woodcourt, médecin bienveillant qui soigne les pauvres. Parmi ses patients figurent Nemo, Miss Flite, Caddy, Jenny et Jo. Épris d'Esther Summerson, il s'embarque pour gagner assez d'argent en vue de son mariage, mais son bateau sombre dans un naufrage pendant lequel il se conduit en héros. Avec l'aide de Mr Jarndyce, il obtient un poste dans le Yorkshire, acquiert une maison, la nouvelle « Bleak House », et épouse sa bien-aimée.
- Mrs Woodcourt, mère d'Allan dont elle défend bec et ongles l'ascendance galloise. D'abord opposée à son mariage avec Esther, elle finit par rendre les armes après avoir fait plus ample connaissance avec elle.

## Identité littéraire des personnages
La technique narrative de Dickens visant à simplifier les personnages, qu'il s'agisse du narrateur omniscient ou d'Esther, tend à déshumaniser les êtres jusqu'au statut d'objets, avec amplification d'un trait, habitude, vice, manie ou simple tic, jusqu'au difforme, voire le monstrueux, physique ou moral, parfois les deux, comme pour les membres de la famille Smallweed.
Cependant, à la différence de la plupart des autres œuvres de Dickens, le roman, en dépit des apparences, n'est pas fondamentalement pessimiste, puisque les forces du bien finissent par y triompher de celles du mal. Aussi les personnages appartiennent-ils en majorité à la catégorie des « bons », encore qu'une minorité chargée des institutions, corps politique, social et religieux, suffise à elle seule à corrompre l'édifice tout entier.

### Ville et campagne
Ceux qui rencontrent l'approbation de Dickens se retrouvent généralement à la campagne à la fin du livre, alors que les citadins permanents, contraints, le plus souvent pour des raisons professionnelles, comme Snagsby et Bucket, de rester dans la capitale, s'isolent du milieu ambiant et recréent un simulacre de vie rurale autour d'eux ; ainsi, les Bagnet, grands adeptes de la « verdure » (greens) que Mrs Bagnet lave de manière compulsive en toute occasion, ce qui attire invariablement le commentaire réaliste de son mari : « attend que ses légumes lui aient passé de l’esprit »,.
En revanche, les bénéficiaires de sa sympathie qui, d'une manière ou d'une autre, finissent par s'amender, en particulier Sir Leicester, restent à la campagne, quoique cloîtrés dans une telle solitude qu'elle s'apparente à une mort vivante. Enfin, tous les « mauvais » demeurent à la ville, qui s'avère donc un lieu essentiellement néfaste, encore que certains personnages, ni franchement bons ni franchement mauvais, le bien et le mal coexistant dans la société comme en chaque individu, mais selon un dosage qui penche toujours en faveur de l'un au détriment de l'autre, fluctuent entre ville et campagne. Exception est faite de « Bleak House » qui nomme le roman : en réalité, la demeure de John Jarndyce n'a rien d'une « maison de la désolation », échappant à la décrépitude londonienne bien que située à St Albans ; c'est là que le propriétaire des lieux a trouvé refuge pour fuir les affres de la Cité et l'affaire qui porte doublement son nom ; et encore lui faut-il son « grognoir » (growlery) pour échapper aux tracas du « vent d'est », condensé des maux de la société restant à sa porte.
Une fois posés les prémisses de leur fabrication, Dickens soumet ses personnages à la contamination de la vie quotidienne, en général intense, chaotique, souvent tragique, tant son monde est traversé de violence et secoué de convulsions quasi cosmiques. Tous ne réagissent pas de la même façon : certains semblent confirmés dans leur personnalité dominante, d'autres sont autorisés à évoluer. Il est donc possible de se référer à eux en termes de personnalités fixes et personnalités évolutives, positivement ou non ; dans le premier cas, ils trouvent très rarement l'épanouissement, dans le second, leur régression conduit le plus souvent à l'élimination, mort physique ou déchéance mentale.

### Les stéréotypes sociaux

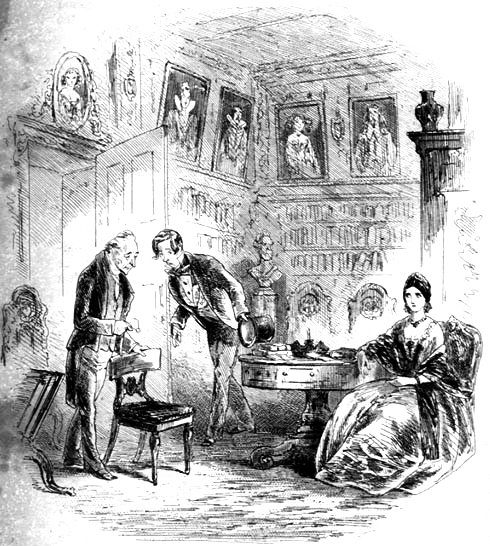
Un vieux gentleman, de nom Tulkinghorn (Phiz).

Objets de la satire sociale de Dickens, non pas tant à titre individuel que comme représentants d'institutions ou de mouvements, les personnages-stéréotypes présentent de nettes idiosyncrasies dans leur discours ou leur gestuelle. Dickens commence par les montrer dans leur environnement habituel, par exemple acteurs de la loi à l'œuvre dans la Chancellerie, ou « au travail » quand il s'agit des philanthropes, ou encore prêchant la bonne parole s'agissant des Dissidents ; puis sont choisis quelques détails significatifs qui les transforment en véritables automates, tellement déshumanisés qu'ils finissent par incarner leur corps politique et leur idéologie, désormais difformes, amplifiés, devenus des caricatures.
Ainsi, Mr Chadband représente l'Église dissidente. En tant qu'homme, Dickens en fait un moulin à huile pressurant de grasses victuailles en onction ecclésiastique et qui, au lieu de pourvoir aux besoins spirituels de son troupeau, s'arrange pour que son troupeau pourvoie à ses énormes appétits alimentaires ; de plus, à l'instar de sa goinfrerie, il souffre d'une logorrhée incommensurable, et, comme tous les membres de son Église lui ressemblent, autant tournent de moulins à huile atteints de diarrhée verbale. La métamorphose s'organise en trois étapes : l'abstraction, ici l'église dissidente, le personnage (Chadband), enfin l'adéquation entre l'une et l'autre.
Pour autant, certains de ces personnages ne sont pas dénués de caractérisation, comme Mr Tulkinghorn qui concentre toute son énergie à la destruction de Lady Dedlock, alors qu'en tant qu'homme de loi de Sir Leiscester, il devrait protéger son foyer du scandale. Dickens semble avoir fourni trois clefs pour en expliquer la conduite : sa passion pour le secret, son aversion soupçonneuse envers les femmes, le ressentiment qu'il éprouve à l'égard du beau monde. De nature ardente et, malgré ses efforts, incapable le plus souvent de masquer ce feu intérieur, ce qu'exprime le narrateur de façon imagée avec force « auvents », « stores », « paravents », « écrans », il lui arrive parfois que le voile s'écarte un instant et que le lecteur entrevoie l'ombre d'une émotion, voire d'une réaction indûment vigoureuse. Ainsi, au chapitre 27, Trooper George revient lui annoncer qu'il ne lui remettra point l'échantillon de l'écriture de Hawdon, ce qui déclenche sa fureur et le fait lui claquer la porte au nez. De façon parodique, Tulkinghorn traite ses subordonnés avec la hauteur et le mépris qu'il reçoit lui-même de la part du beau monde et, au chapitre 29, le narrateur émet l'hypothèse que son acharnement à dominer Lady Dedlock est à la mesure de l'émotion que fait naître en lui la contemplation de sa beauté. Au fond, sa détestation se fonde sur une jalousie bien particulière, tant il est évident pour lui que sa propre lumière, pourtant fort brillante à ses yeux, n'ajoute rien à la splendeur de ceux dont il est censé gérer les intérêts. C'est pourquoi les relations qu'il entretient avec Lady Dedlock se mesurent en termes, justement, d'ombre et de lumière : il n'a de cesse de lui « couper la lumière », de « déporter son ombre sur elle », d'« interposer sa masse entre le ciel et la noble dame », si bien qu'à la fin, l'obscurité qu'il émet la plonge dans une sorte de cécité, rappelant celle, véritable, d'Esther, après qu'elle a contracté la maladie qui l'a défigurée.

### Les personnages «humeurs»

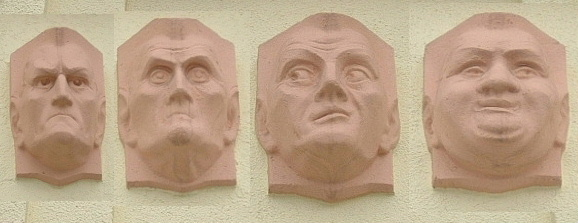
Les quatre humeurs, colérique, mélancolique, sanguine et flegmatique (maison à Francfort-sur-le-Main, artiste inconnu).

En littérature, un « personnage humeur » est dominé par une seule « passion », interprétation surtout en vogue en Angleterre durant l'ère élisabéthaine et la Renaissance, mais à bien des égards toujours valable pour certains personnages de Dickens, cibles de sa satire morale.

#### Réductiona minima
Comme les précédents, une fois esquissés à leur entrée en scène, ces personnages ne sont guère autorisés à évoluer, encore moins à changer, réduits qu'ils sont à leur faiblesse, leur obsession ou leur maniérisme, sans que leur être profond soit jamais dévoilé. Par un processus de focalisation externe, le lecteur ne les perçoit que de l'extérieur, par leurs gestes et leurs actes, résumant à eux seuls leur psychologie en un ou deux aspects saillants, tels Mr Snagsby à jamais dominé par son épouse, George, le vétéran des armées au cœur d'or, Guppy l'éternel soupirant ridicule et plutôt mal intentionné. Que l'extraordinaire se produise, le mariage de Caddy, la mort de Jo, leur réaction sera conforme au schéma préalablement posé de leur personnalité : Snagsby produit des demi-couronnes, Guppy avance et retire des propositions de mariage en termes juridiques, etc.
Ces figures figées possèdent en elles-mêmes l'énergie nécessaire à les propulser dans leur particularité caractérielle, comme autoalimentée de l'intérieur : ainsi, Mrs Snagsby est à la maison une mégère se régénérant d'elle-même, telle une pile indéfiniment rechargée par l'exercice de sa tyrannie en laquelle elle puise sans fin son propre combustible. Encore est-elle sauvée par sa compétence marchande, puisqu'elle mène sa boutique avec maestria. D'autres n'ont pas cette chance et finissent par devenir des grotesques à mi-chemin entre l'humain et le non humain, comme momifiés dans leur obsession, arrêtés dans le temps et immunisés contre l'usure des jours, une perversion de la nature à son plus bas étiage. Pour autant, ils ne servent pas seulement de dérivatifs comiques, ils remplissent aussi une fonction structurelle ; leur manies et leurs obsessions sont si outrées que, n'existant plus dans la vie réelle, ils sont réduits au rôle d'emblèmes indispensables à l'ordonnance du roman.

#### L'exemple du dandysme ancien

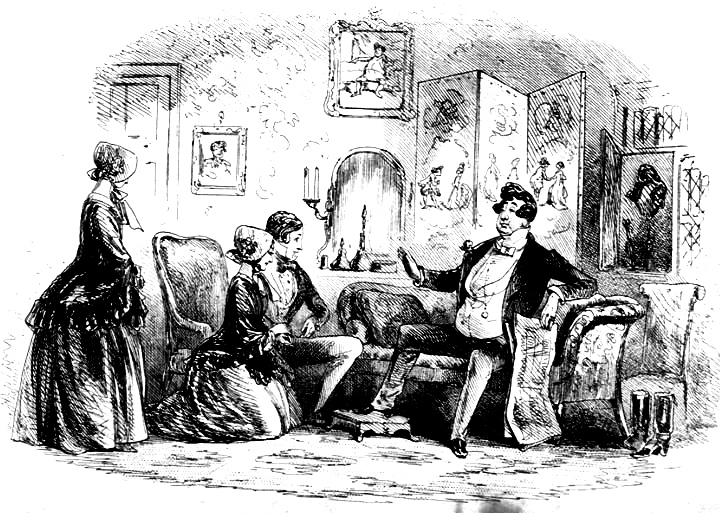
Deportment Turveydrop.

Ainsi en est-il du vieux Mr Turveydrop, ce dandy attardé aux codes de conduite et surtout vestimentaires de la Régence anglaise, qu'obsède la question du deportment, c'est-à-dire l'art du « maintien », au point que Dickens le baptise Deportment Turveydrop, ce qui signifie bien que, en apparence du moins, il est tout entier réduit à cette marotte. En réalité, cet être fabriqué de postiches assemblés, fausses dents, toupet, bajoues et rembourrages divers s'abrite derrière son obsession de façade pour camoufler une personnalité fondamentalement égoïste, vouée à une rapacité de tous les instants. Il s'agit là d'un cas extrême de cannibalisme parental déguisé en sollicitude bienveillante : sur ses lèvres se pervertissent les notions le plus simples, l'amour, l'enfance, le devoir et, en cela, il s'insère parfaitement dans la structure générale du roman regorgeant de faux parents, à l'instar de Mrs Pardiggle et autres, qui s'avèrent, au nom de leur mission, de redoutables monstres générant la désintégration familiale.
À travers lui se dessine aussi une critique acerbe du dandysme, « vieillot, comique, l'écume de la société ; Turveydrop est une relique du passé, un pantin anachronique se complaisant en un rôle dépassé dans une pièce datée, une sorte de réfugié historique mais dégénéré et d'un autre âge, méchant pantin figé en habit, haut-de-forme, et ganté de gris perle sur un sofa antique d'où il ne bouge que pour parader en ville sa grotesque splendeur de référence désuète ».

#### L'exemple du dandysme nouveau
En quelque sorte, le cercle des Dedlock est à son image, appartenant, lui aussi, au dandysme, mais un dandysme d'un type nouveau, plus neuf, puissant et bien plus dangereux que l'ancien. Sir Leicester, comme ceux qui l'entourent, se montre « élégant, poli, majestueux, cérémonieux, immaculé », avec un discours assez semblable à celui de Turveydrop, une rhétorique figée, rythmée de phrases ternaires, précise et bien découpée. Là aussi se nichent d'archaïques « reliques drapées dans une ouate de traditions, se vautrant avec grâce dans une opulence d'antan, caste en fait desséchée, rebelle à tout changement, désormais étrangère au dynamisme l'ayant naguère habitée ». Ce nouveau dandysme se situe eu cœur du système mortifère qui ruine l'Angleterre, réplique en action du précédent, avec les mêmes maniérismes et une identique cécité morale, sorte de narcissisme malsain, confondant apparence et réalité. Au chapitre 12, Dickens pose ouvertement la question : 

« Peut-être y a-t-il dans tout ceci plus de dandysme que l’élite fashionable rassemblée à Chesney-Wold n’aura un jour lieu de s’en féliciter ; car il en est des cercles les plus brillants et les plus distingués comme de celui que le nécromancien trace autour de lui : des êtres bizarres, dont on aperçoit de l’intérieur l’activité menaçante, se meuvent au dehors avec cette différence qu’appartenant au monde réel et n’étant pas de vains fantômes, leur invasion dans le cercle offrira plus de danger. »

Que recouvre ce nouveau fléau, en effet ? La religion se voit réduite à un petit discours amusé sur la carence de la foi chez le vulgaire ; prévaut le culte d'un esthétisme décadent fait de joliesse languide, au mépris des avancées « d'un âge en mouvement » ; la politique du royaume, surtout, s'avère coupée des réalités du présent, minable mise en scène par des acteurs bouffis de fatuité sur une estrade de représentation. Rien de plus néfaste, donc, que cette mouvance archaïque, maladie insidieuse se nourrissant de dilettantisme et de nihilisme, en état de perpétuel « blocage » (stoppage), d'autant plus pernicieuse qu'elle est « à la mode » (in fashion), alors que des grotesques comme Turveydrop, épargné, lui, puisqu'il poursuit son parasitisme jusqu'à la fin, font figure d'attardés (out of fashion), somme toute inoffensifs en dehors de leur cercle familial. Le spectre du nouveau dandysme, lui, se diffuse dans toutes les strates de la société : Sir Leicester et sa suite, le chancelier et les hommes de loi, même Guppy, dandy de bas étage généré par l'essor de nouvelles forces sociales.

### Les personnages issus de la tradition
Héritiers de la littérature populaire de l'Angleterre, passée ou présente, par exemple du folklore, des romans gothiques ou sentimentaux ou encore du mélodrame contemporain, ils se présentent en trois catégories : les figures d'actualité, les figures de contes de fées, les allégories.

#### Les figures d'actualité
Deux personnages émergent dans la première catégorie, Mr Bucket, l'inspecteur de police, et Jo, le petit balayeur de carrefour, illustrant à eux seuls la célèbre recommandation de Wilkie Collins : « Faites-les rire, faites-les pleurer, faites-leur peur, et faites-les revenir » (“Make ‘em laugh, make ‘em weep, make ‘em wait, and make ‘em come back.”). Mr Bucket est un détective rusé appartenant à la police britannique, version moderne de la Providence, qui satisfait au divertissement auquel aspire un public avide de suspense ; Jo, lui, relève de la longue tradition pathétique des êtres faibles, incapables de se défendre et à la dérive, sur lesquels le lecteur victorien pouvait verser, comme il est écrit dans Les Grandes Espérances, « des gallons de compassion larmoyante ».
Pour autant, tout stéréotypé qu'il soit, Jo n'est pas dénué de personnalité. Ce jeune garçon au demi-nom (« Jo est assez long pour lui ») représente, figé en un environnement de désolation, le degré zéro d'une existence rivée à l'ignorance, la misère, la solitude, l'impuissance ; sale, couvert de vermine, malingre et affamé, c'est, aux yeux de la société, un sous-homme en puissance, incomplet et condamné à accepter son insignifiance. Pourtant, il fait plus pour elle qu'elle ne fait pour lui, et quand le besoin le rappelle à son bon souvenir, elle le juge suffisamment apte pour solliciter ses services (ainsi le juge d'instruction chargé de l'enquête ou Lady Dedlock lors de son escapade, voire l'inspecteur Bucket à la recherche de renseignements). C'est qu'il est doué d'un excellent sens de l'observation qui, par exemple, lui permet d'être le premier à remarquer la ressemblance existant entre Lady Dedlock et Esther. Sa caractéristique première, cependant, est son éthique personnelle, son sens aigu du devoir, son absence totale de rancune, sa gratitude envers ses bienfaiteurs, son remords d'avoir contaminé Esther et Charley, et, à la différence de beaucoup, son ignorance du mensonge. Aussi répond-il en toute franchise aux questions du juge d'instruction, au point qu'il réussit à le convaincre que le mal de la société se nourrit de la fausseté générale des sentiments.
Dès lors, quelque mélodramatique que paraisse sa mort, Jo, victime de la Chancellerie, objet des homélies de Chadband, chassé par les agents de Bucket l'obligeant à « dégager », incarne la culpabilité de la société. L'une des dernières vignettes le concernant le montre savourant enfin un maigre repas dont il se fait obligation de ramasser chaque miette, sur, dernière ironie, les marches de l'« Association pour la propagation de l'Évangile dans les pays lointains ». Cependant, cette charité, due à Snagsby qui soulage sa conscience en lui « passant », à son habitude, « une demi-couronne », reste bien vaine. Jo est condamné à mourir ; et seul, Allan Woodcourt sait alors agir correctement à son égard, lui prodiguant d'abord les soins qu'exige son corps à l'agonie, et seulement après, lui faisant répéter le Notre Père.

#### Les personnages-conte de fées
Issus du monde immémorial des mythes, mus par les plus primitifs instincts, ils incarnent les joies et les terreurs de l'âme humaine. À ce titre, ils se divisent en deux  groupes, dichotomie manichéenne, les bons et les méchants.

##### Les bons et les méchants
Parmi les bons figure John Jarndyce, figure de père apparemment idéal, aimable et aussi quelque peu excentrique ; Allan Woodcourt, prince des temps modernes, nanti des pouvoirs conférés par son art médical, sorte de saint Georges, s'en allant et revenant pour gagner le cœur de sa bien-aimée ; Esther Summerson, Ada Clare, deux orphelines au cœur pur destinées à faire des épouses parfaites ; les Bagnet, loyaux compagnons ; l'inspecteur Bucket, le nouveau magicien ; la cohorte des fidèles serviteurs, jeunes ou vieux, beaux ou laids, Rosa, Charley, Phil Squod.

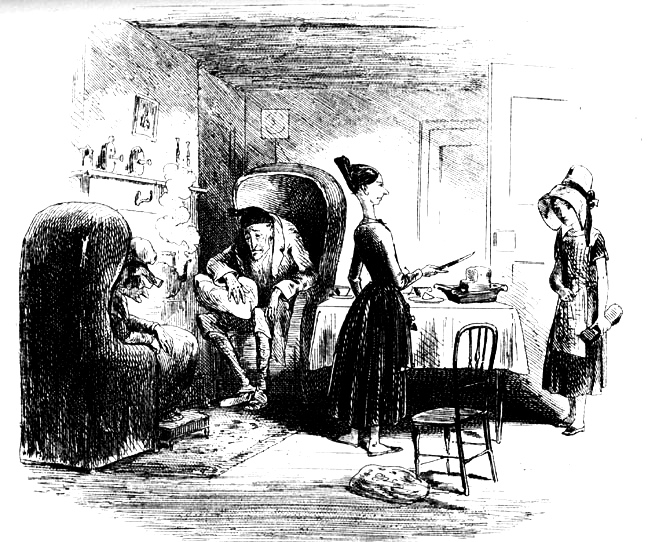
La famille Smallweed.

Les méchants comprennent Miss Barbary et Miss Rachel, future Mrs Chadband, les odieuses marâtres du foyer ; Vholes, un Merlin du mal, les Smallweed, petits nains difformes affligés d'une sorcière à balai, la grand-mère, d'un lutin repoussant, le grand-père, d'un pantin disloqué et cruel, la fille, et d'une pauvre poupée victime de leur sadisme, Charley Neckett.

##### John Jarndyce
Domine la personnalité de Mr Jarndyce, au centre d'un réseau le reliant à de nombreux personnages emblématiques, et plus complexe qu'il n'y paraît. Son but premier n'est pas de faire le bien en soi, mais de se servir de son argent, qu'il n'a pas gagné à la sueur de son front mais dont il a hérité, pour se protéger des tribulations de la vie. Il n'est pas rare qu'il monnaie sa tranquillité ou paie pour assurer sa protection et pourvoir à ses distractions. Avant tout désireux de s'épargner les soucis, son égotisme reste ambigu, comme en témoignent ses relations avec les philanthropes Mrs Jellyby et Mrs Pardiggle, avec son favori Harold Skimpole aussi, une sorte de bouffon, avec son pupille Richard Carstone et, surtout, avec sa fille par procuration, Esther Summerson.
Comme il ne manque pas d'argent et se pique lui-même de philanthropie, Mr Jarndyce se voit très sollicité par les défenseurs patentés de cette cause. Or son choix se porte sur les moins valeureux d'entre eux, en particulier sur Mrs Jellyby dont il apprécie, dit-il, « la noblesse de cœur », si bien que, par son soutien amical et ses dons, il se montre complice de la charité dévoyée. Et s'il n'aime guère Mrs Pardiggle, l'autre militante préférant ses missions africaines à ses propres enfants, il n'en reste pas moins son souscripteur, mais plutôt par facilité car, incapable de résister aux assauts qu'elle lance sur son logis et sa bourse, il ferme les yeux et paie pour mieux s'en débarrasser.
Skimpole est plus qu'accepté à « Bleak House » : son passif financier est épongé, il est nourri, choyé, sans cesse pardonné ; mieux, ses protestations puériles d'angélisme deviennent une source d'amusement recherchée, et plus son discours, certes élégant, se fait immoral, plus il semble être apprécié. Esther en est bien consciente, qui en rend compte dans son récit, quoique, à son habitude, sans le moindre commentaire. En fait, Jarndyce encourage Skimpole à l'oisiveté et au parasitisme, alors qu'il sait pertinemment qu'il néglige son foyer et surtout ses patients, car il est médecin, jusqu'à recommander le renvoi du petit Jo à la rue, alors qu'il est à l'agonie, après un examen fait à contre-cœur et vite expédié.
Plus que du confort dont il est amplement pourvu, Richard a besoin de discipline et de conseils judicieux, et, tout naturellement, il cherche un modèle en Mr Jarndyce. Or « Bleak House » est une sorte de retraite protégée des maux assaillant le pays ; et à l'intérieur de ce donjon, Mr Jarndyce trouve refuge en son sanctuaire, le « grognoir » (growlery). Richard s'essaie bien à diverses occupations, tente même de pourvoir à ses besoins et, pour ce faire, se tourne vers d'autres modèles, Trooper George, Bayham Badger, etc., qui tous s'avèrent inadéquats. Aussi, dans son désarroi, en revient-il à son premier mentor et, se laissant comme lui bercer par l'argent facile et non mérité, il se lance dans une procédure qui lui sera fatale : la Chancellerie finit en effet par tuer Richard, ce jeune homme à la dérive dont le tuteur a bel et bien failli par défaut.
Auprès de Jarndyce, Esther joue le rôle d'une fille attentionnée et aimante « qui bénit son tuteur, un père pour elle ». Pour autant, John Jarndyce, après avoir appris son existence par Miss Barbary, ne l'a pas immédiatement soustraite à ce foyer de malheur. Elle a pourtant déjà 12 ans, mais il attend que la marraine décède pour, d'abord, la mettre en pension à l'école Greenleaf pendant six ans : une fois de plus, le problème s'est vu résolu par un paiement et ce n'est qu'à 20 ans qu'Esther est accueillie à « Bleak House », mais pour y remplir une fonction : tenir compagnie à Ada Clare. En réalité, c'est de toute la maisonnée qu'elle va bien vite prendre soin, et son premier souci sera de préserver l'intimité et la tranquillité de son tuteur. Peu à peu, d'ailleurs, elle réussit à le changer : grâce à elle, il devient le bienfaiteur anonyme de Miss Flite qui reçoit 7 shillings chaque samedi ; c'est également elle qui l'incite à sortir les enfants Neckett de la misère ; ne lui donne-t-il pas Charley en cadeau ? Tom et Louisa, eux, se voient confiés, moyennant débours, à Mrs Blinder.
John Jarndyce n'est certes pas mal intentionné, mais il regarde ailleurs : les taudis de Tom-All-Alone's se trouvent sur ses terres, il est vrai figées par l'affaire en cours, et les masures de Brickfield sont à deux pas de « Bleak House ». À la différence d'Allan Woodcourt, qui s'engage dans l'action, il reste passif, contemplant le monde en faillite sans autre réaction que de déplorer, l'un de ses leitmotivs résumant tout sans rien préciser, ce qu'il appelle Wigglomeration, « le Conglomérat », toujours écrit avec la majuscule. Esther joue donc un rôle moteur auprès de Jarndyce, mettant les gens en action autour de lui et, à ce titre, s'avérant digne d'Allan Woodcourt qu'il finit par lui « offrir volontiers » (a willing gift),.

#### Les personnages-allégories

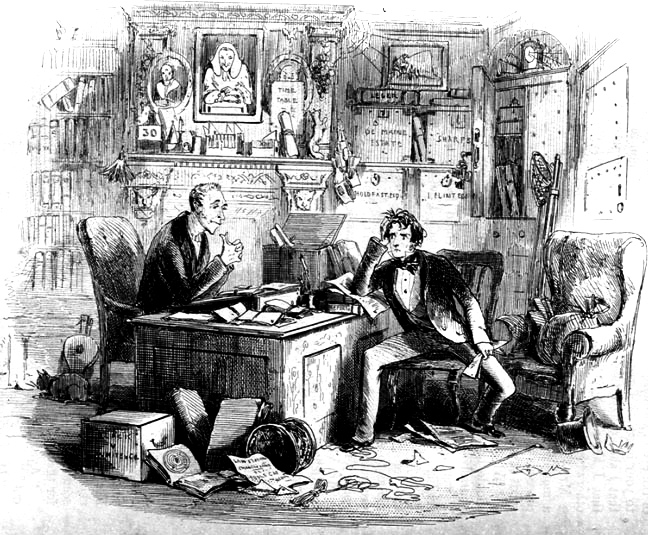
Mr Vholes a Richard sous sa coupe (Phiz).

Ils se divisent en trois groupes, chacun représenté par une figure clef : Hortense, l'allégorie du crime, Krook, celle du mal, et Mr Vholes, l'incarnation de la mort.
Selon l'imaginaire victorien, Hortense a tout contre elle : c'est une femme, donc susceptible d'accès de violence passionnée ; elle vient de France (Marseille), pays latin au comportement désordonné, imprévisible et quasi animal ; son nom porte de menaçants échos napoléoniens ; trois ingrédients suffisants pour qu'elle incarne les pulsions sacrilèges d'une populace meurtrière, celle de la Révolution française
Krook représente le mal : nouvelle incarnation du Diable, dont il possède les principaux attributs, le chat noir (Lady Jane), l'enfer (son entrepôt), le feu qu'alimente le gin enfiévrant son souffle tel celui du dragon, et il se consumera en un immense brasier intérieur.
Malgré son apparente respectabilité, son souci du bien-être de son vieux père et de ses trois filles, Mr Vholes concentre sur sa personne de nombreux attributs des forces de destruction et de mort. Il en a d'abord le nom, variante de ghoul (« goule »), esprit pernicieux se repaissant de cadavres profanés dans les cimetières ; il en possède aussi l'aspect, tant sa grande silhouette décharnée aux articulations saillantes l'apparente à un squelette, se dégantant telle une peau, et que tire, dans un funeste cabriolet, un cheval famélique et pâle. S'ajoute à cela certains attributs du vampire, suçant longuement son repas, ou encore du serpent, charmant sa proie, sans compter des allusions à l'outil de la « grande faucheuse ». Aussi, là où passe Mr Vholes, la terre se stérilise et « son ombre glissant sur le sol gèle aussitôt les graines qui s'y trouvent »,.

### Deux personnages hors classification
Il s'agit de Miss Flite et de Harold Skimpole.

#### Miss Flite

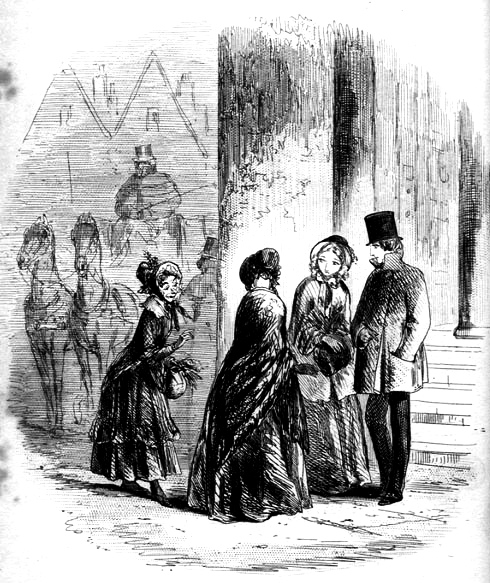
Première rencontre avec Miss Flite (Phiz).

Si elle fait partie des excentriques de Dickens, elle dépasse cette catégorie par une présence à la fois étrange et attachante, car elle sait se montrer secourable. Mi-femme, mi-insecte, son nom l'apparente à une puce (flea) sautant d'un point à un autre de façon imprévisible. À jamais flouée par ce que Shakespeare appelle « les lenteurs de la loi, l'insolence du pouvoir, et les rebuffades que le mérite résigné reçoit d'hommes indignes », elle erre aux alentours des lieux de justice, et les oiseaux qui l'entourent, portant des noms symboliques, Espoir, Joie, Jeunesse, Paix, Repos, Vie, Poussière, Cendres, Gaspillage, Besoin, Ruine, Désespoir, Folie, Ruse, Mort, Paroles, Perruques, Guenilles, Peau de mouton, Pillage, Précédent, Jargon, Épinards, Pupilles, semblent symboliser l'âme que, d'ailleurs, le chat de Krook, Lady Jane, ne quitte jamais de ses yeux avides.

#### Harold Skimpole
Skimpole n'est que de loin lié à l'intrigue dans laquelle il intervient tard au chapitre 37. S'il y joue un rôle mineur, les conséquences de ses actes demeurent tragiques : c'est lui qui remet Jo à Bucket et présente Richard à Vholes, chaque fois pour une pièce de cent sous (a fiver). Censé être un portrait de l'écrivain Leigh Hunt, il représente une perversion du mythe pastoral, dont il professe le culte enthousisaste. Se prétendant éphèbe, voire enfant proche de la nature et sachant tourner (transmute) en jeu toutes les difficultés de la vie, il s'adonne avec délectation à la rêverie rurale, surtout dans des lieux distillant le malheur : ainsi, le mot fields, terminaison de Lincoln Inn's Fields où se situe la Chancellerie, lui devient bucolique et les acteurs du drame judiciaire se changent en animaux de ferme portant robe et perruque. Ce refus de la réalité, transformée en un décor paradisiaque selon des schémas littéraires empruntés à Virgile et où règne un panthéisme diffus, cache en fait un esthète décadent et surtout un redoutable parasite. En définitive, ne se référant qu'à son seul plaisir, exprimé par hyperboles stylisées, Skimpole vit aux crochets d'autrui et, de ce fait, participe du schéma général. Référence moralement inacceptable et pourtant acceptée par Jarndyce, et admirée, avant qu'il ne soit trop tard, par Richard, c'est un homme dangereux, à l'égoïsme monstrueux, qui abandonne ses victimes après les avoir réduites à néant.

### Les personnages évolutifs
La Maison d'Âpre-Vent appartient à la période la plus raffinée de la création dickensienne. À la différence d'un roman comme Oliver Twist où les personnages sont à jamais figés, certains y sont autorisés à changer, que ce soit pour le meilleur ou pour le pire. Parmi eux figurent essentiellement Lady Dedlock, Richard Carstone et Esther Summerson. Lady Dedlock se différencie de ce groupe, car les circonstances l'obligent à ôter son masque et à se révéler telle qu'elle a toujours été, quoique en secret. Quant à Richard, son évolution est négative, puisqu'il subit une tragique régression conduisant à sa destruction. Esther est donc vraiment la seule à trouver pas à pas un début d'épanouissement en tant que femme.

#### Lady Dedlock: le masque et la personne

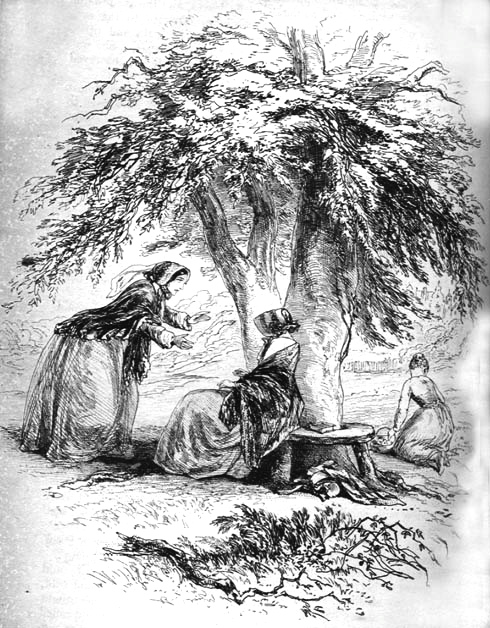
Lady Dedlock s'avance vers Esther dans le bois (Phiz).
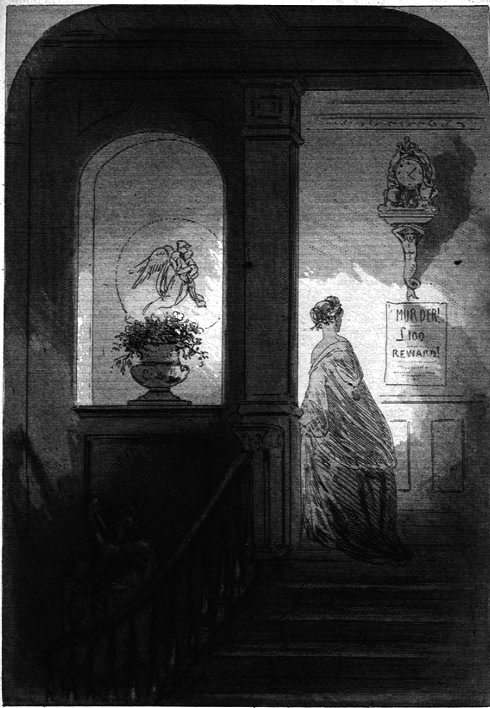
Lady Dedlock, anxieuse silhouette interrogeant Bucket sur son enquête (Phiz).
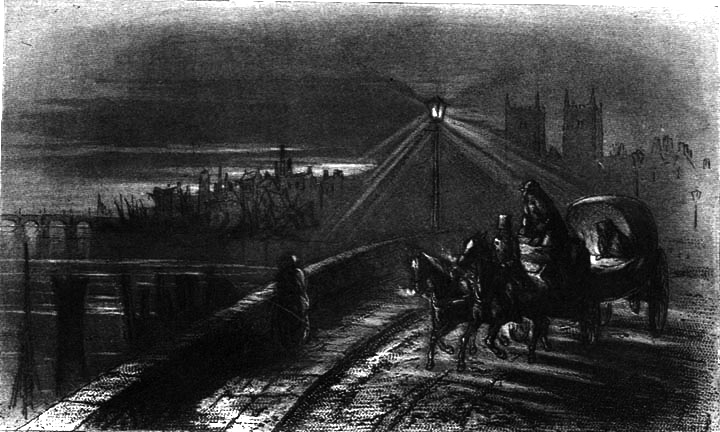
La nuit, début de la recherche de Lady Dedlock (Phiz).
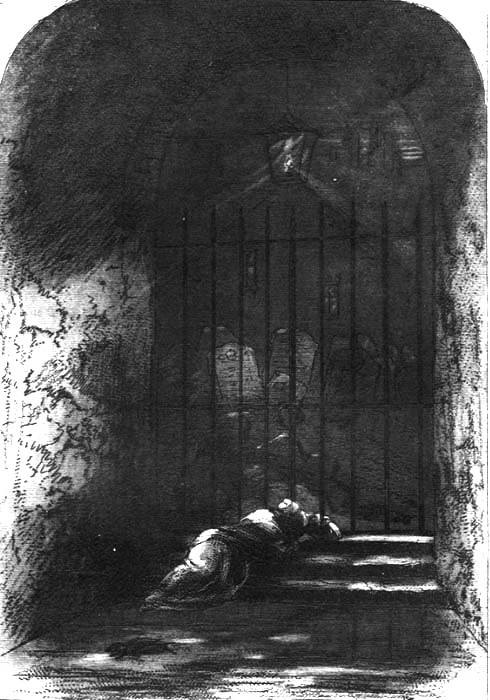
Découverte du cadavre de Lady Dedlock (Phiz).

Deux personnages coexistent en cette femme : Lady Dedlock, la femme mariée, belle, respectable, raffinée et d'une parfaite éducation, au sommet de la gloire mondaine (chapitre 2), et Honoria, l'ancienne amante et mère d'un enfant. Elles restent cloisonnées, séparées par une distance qui se mesure par une extrême hauteur et une froideur de comportement redoutée, dichotomie se manifestant par un ennui colossal et une mélancolie de tous les instants :

« […] milady, en proie à un ennui qui la désespère, eut presque un mouvement de haine contre sa femme de chambre dont l’entrain et la vivacité révoltaient sa langueur ; et jamais elle ne quittera Paris assez vite.

Il est vrai que cette fatigue de l’âme, dont milady est accablée, sera partout sur sa route ; mais le seul remède qu’on puisse y apporter, si imparfait qu’il soit, est de fuir sans cesse et de quitter à la hâte le dernier endroit où cette fatigue vous a saisi. »

Comme l'indique son nom (un composé de « mort » et de « cadenas »), même lorsqu'elle paraît s'ouvrir, Lady Dedlock est fermée comme une écluse sur un cours d'eau, image récurrente qui jalonne les stations de sa « Passion ». En trois occasions seulement, le masque et la personne se rencontrent : au chapitre 2, lorsqu'elle reconnaît l'écriture d'un copiste et tombe en pâmoison ; au chapitre 16, quand elle se rend secrètement dans un cimetière ; enfin, au chapitre 29, lors de sa rencontre avec Esther dans le parc de « Chesney Wold ». Alors, si le masque se préoccupe encore de l'honneur du nom, la personne ressent l'humiliation de la culpabilité, punition nécessaire pour le péché de naguère.
Le masque ne tombe que par l'entremise de Tulkinghorn qui découvre le secret au chapitre 40 et est assassiné par une femme travestie en la dame : alors, les actions étant désormais en conformité avec le véritable moi, les vannes se lèvent et, symboliquement, l'eau reprend son cours, la glace fond, les écluses s'ouvrent, la stérilité rend la place à la fertilité. Cela n'a pas été sans peine : lors de sa fuite, Lady Dedlock se dirige d'abord en dehors de Londres, mais Honoria fait demi-tour jusqu'à « Tom-All-Alone's » où elle meurt, accrochée aux grilles du cimetière, en fidélité avec elle-même, amante réunie au capitaine Hawdon, mère même si on la confond avec Jenny dont elle porte les vêtements. Ce revirement mortel a donc signé sa libération, la réappropriation de sa personnalité : Honoria a tué Lady Dedlock, puis a disparu à son tour sous le coup de circonstances supérieures, expiation valant naissance pour Esther, puisque la souillure est lavée et le péché originel aboli. Honneur est enfin rendu à « Honoria ».

#### Richard Carstone: de la promesse à l'annihilation
Au début du roman, Richard  ne correspond pas au stéréotype dickensien de l'orphelin abandonné dans un monde hostile. Au contraire, il bénéficie de plusieurs avantages : c'est un garçon, atout majeur dans le monde victorien ; il est orphelin de père et de mère, ce qui, paradoxalement, n'est pas trop désavantageux dans celui de La Maison d'Âpre-Vent ; il est argenté, bien que ses avoirs soient enfouis sous les arcanes de l'affaire en cours ; il est entouré d'affection par son père et sa sœur adoptifs, Jarndyce et Esther Summerson.
Les choix sont donc siens : ou il décide de rester à « Bleak House », comme Ada et Esther, pour y mener, à la manière du propriétaire des lieux, une vie paisible et somme toute oisive ; ou, comme l'y pousse Esther, il se place face au monde, afin de s'y creuser une vie responsable. Trois avenues lui sont alors offertes, la médecine, le droit, la carrière militaire, mais, par son choix, chaque voie est représentée par un modèle inadéquat. En effet, Mr Bayham-Badger est un médecin fantomatique, délesté de toute personnalité pour réincarner les deux précédents époux de sa femme ; Kenge et Carboy sont de prospères hommes de loi à l'image de leurs confrères de la Chancellerie rompus à la rapacité procédurière ; Trooper George a terminé sa carrière dans l'armée, mais, ayant longtemps vécu de clochardise, peut difficilement passer pour un héros ambitieux.
Finalement, Richard, toujours décrit comme faible et instable, choisit la facilité : à l'instar de son tuteur, il sera fortuné sans avoir eu à travailler, décision néfaste qui scelle sa régression. En effet, viciée par une foi implicite dans le système judiciaire, reposant sur la conclusion du procès engagé depuis des lustres – et encore Richard se persuade-t-il qu'il en hâtera la procédure –, elle fait fi de la puissance d'un système corrompu qui finit par l'écraser. Au départ conquérant, il devient peu à peu un jouet que s'échangent les pantins de la loi : vendu à Mr Vholes (menace perçue par le seul lecteur), il est désormais une proie qui se consume inexorablement. Le jeune idéaliste s'est mué en spectateur passif de sa déchéance, et il finit comme le petit Jo, broyé et secouru, alors qu'il est trop tard, par Allan Woodcourt. Dans la structure narrative, Richard Carstone fait figure d'anti-héros au voyage non pas d'initiation, mais de longue descente au cœur des ténèbres.

#### Esther Summerson: de la culpabilité à l'acceptation

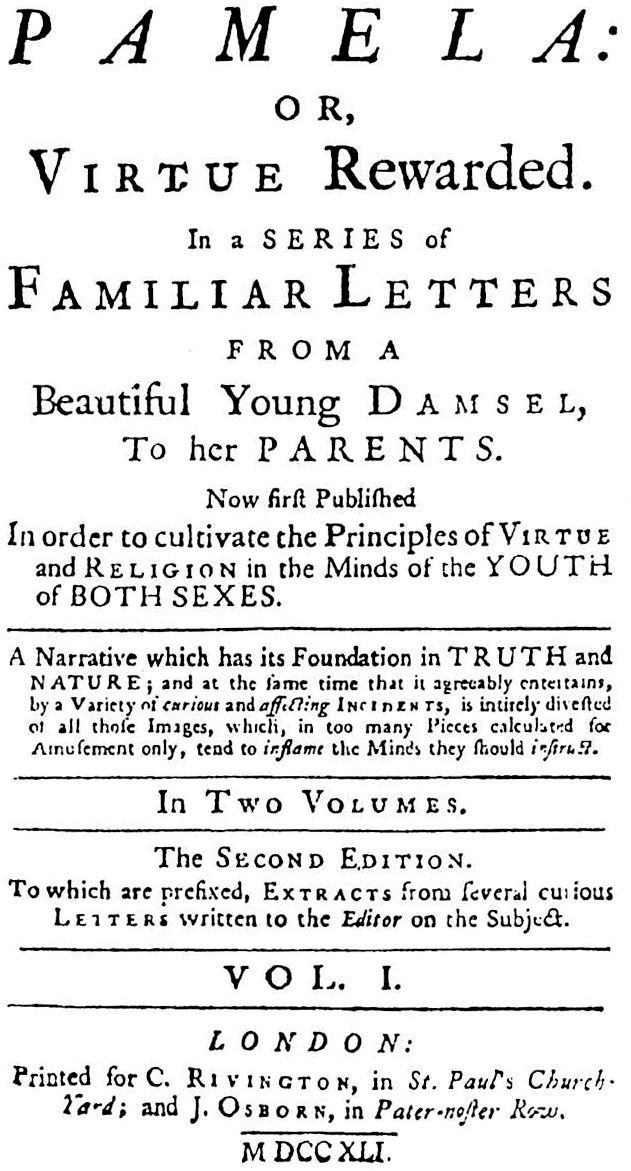
Paméla ou la Vertu récompensée de Samuel Richardson.

De nombreux critiques renvoient Esther Summerson à la tradition sentimentale issue du siècle précédent et en font une héritière des héroïnes de Richardson, ennuyeuse, moralisatrice, domestiquée et plutôt bornée. D'autres la comparent à Jane Eyre, l'héroïne de Charlotte Brontë, de huit ans sa cadette, qui passe elle aussi par une série de « maisons désolées » symboliques. D'autres encore y voient le personnage le plus complexe du roman, avec des interrogations psychologiques plongeant au cœur de l'inconscient. Lors de sa première apparition au troisième chapitre, d'abord comme narratrice, puis, se dessinant lentement, comme personne, Esther paraît en effet effacée, voire gommée par sa tante et marraine Miss Barbary. De fait, cette dernière, aiguillonnée par sa jalousie envers la réussite sociale de sa sœur Lady Dedlock, relation ignorée d'Esther et du lecteur, et en proie à une obsession calviniste du péché, voue à Esther une détestation secrète à l'égal de celle qu'elle éprouve pour l'humanité tout entière. Ainsi, elle n'a d'autre perspective à lui offrir que de passer sa vie à expier la faute de ses parents par « la soumission, le déni de soi, la diligence laborieuse ».
Esther se tourne vers sa poupée, devenue mère de substitution, avec qui elle entretient une affection libérée, mais et peut-être parce que sans réponse. Ayant abandonné tout espoir de bonheur personnel, elle prodigue son amour à autrui, qu'il le mérite ou non, sans en attendre de retour, d'où ses effusions sur la gracieuse beauté d'Ada. Cette propension à l'affection débridée se fait peu à peu gênante, comme lorsque, à la fin du chapitre 4, elle entrevoit en rêve ce que cette dévotion lui coûte en maturité (« finalement, je n'étais personne »), ou quand elle rencontre Skimpole pour la première fois, émue et aussi ahurie de constater que quelqu'un puisse être à son opposé. Quelque troublants que sont ces pressentiments, elle garde en elle l'absolue obligation de réprimer toute velléité de spontanéité et s'abrite derrière le principe répété du devoir accompli, si bien que sa bonté devient comme un refuge.
Cependant, sa quête de soi se poursuit : au chapitre 8, elle se décrit comme une « petite bonne femme méthodique, un peu sotte et aux manières de vieille fille » ; elle accepte avec gratitude les surnoms dont on ne cesse de l'affubler, tous niant ouvertement sa féminité (« La vieille », « La petite vieille », « Toile d'araignée », « Maman Hubbard », « Dame Durden », etc.), tant et si bien que son propre nom se trouve, dit-elle, « perdu dans le lot,,. ». À ce stade, toujours soucieuse de comprendre l'expérience de ses jeunes années, elle retourne de façon obsessionnelle au manque d'affection dont elle a souffert, souvent par l'intermédiaire du rêve, comme elle le remarque elle-même au chapitre 3 ; et lorsque Guppy lui propose le mariage, elle se sent outragée, non pas tant par le prétendant, tout ridicule qu'il soit, que par l'idée de convoler : « se marier est absolument impossible et totalement hors de question », s'écrit-elle, indignée,.
Quelques chapitres plus loin, se dessine pourtant une meilleure appréhension des choses. La nouvelle des fiançailles d'Ada et de Richard déclenche en elle une joie éloquente, tant devient évidente sa satisfaction de vivre cette expérience par procuration ; et lorsqu'elle perçoit qu'Allan Woodcourt n'est pas indifférent à ses attraits, qu'elle n'a eu de cesse de nier, sa surprise n'est pas dénuée de plaisir : elle loue sa valeureuse conduite lors du naufrage et garde le bouquet offert en porte-bonheur. Au cours de sa longue maladie, elle passe sa vie en revue, n'y voyant qu'une « succession de soucis et de difficultés », métaphoriquement exprimés en termes d'escaliers colossaux dont la dernière marche n'est jamais franchie ; elle s'imagine même en perle incandescente au milieu d'un collier en flammes. Il s'agit là d'une période de transition où elle focalise son amour sur Ada, qu'elle idéalise d'autant plus qu'il ne l'engage pas : aussi, lorsque, après une longue séparation, Ada est enfin autorisée à la revoir, la scène des retrouvailles s'exalte jusqu'au trouble, la jeune fille, semble-t-il, se faisant à la fois mère et quasi amante,.
Puis vient la proposition de John Jarndyce : point ne s'agit d'épouse, mais de « maîtresse » de « Bleak House », de « protectrice », de « chère compagne », ce qu'Esther interprète comme un appel à s'acquitter d'un dû de bonté. Dès lors, elle agite frénétiquement son éternel trousseau de clefs et se rappelle à sa mission : « s'occuper, s'occuper, s'occuper, se montrer utile, aimable, de bon service ». S'ensuit une cérémonie de renonciation : les fleurs de Woodcourt sont symboliquement brûlées, l'affection pour Ada, alors secrètement mariée à Richard, s'efface dans des spasmes d'une douleur égale à la liberté d'aimer qu'elle a représentée.
C'est alors que Dickens cesse de s'intéresser à la psychologie d'Esther Summerson. Le dénouement heureux du roman scellera son destin favorablement : elle acceptera enfin Woodcourt qui l'a méritée, mais sans que rien change dans sa vie : assise auprès de Jarndyce, elle garde ses surnoms, que son mari adopte lui aussi sans ciller.

### Le processus de caractérisation
Les deux narrateurs se répartissent les personnages qui, grosso modo, s'organisent autour de quatre pôles : John Jarndyce et « Bleak House », Jo et Londres, Sir Leicester et « Chesney Wold », Tulkinghorn et la Chancellerie. Esther est plutôt responsable du premier groupe, le narrateur omniscient s'occupant surtout des trois autres, mis à part une brève incursion chez Jo au chapitre 31. Quelques passages significatifs s'opèrent d'un récit à l'autre : à partir d'Esther, ils concernent surtout Allan Woodcourt et Miss Flite ; du récit à la troisième personne sont en particulier prêtés Trooper George, Lady Dedlock et Guppy. Lorsqu'un personnage se voit autorisé à quitter un récit pour rejoindre l'autre, ses traits psychologiques sont en général exacerbés, soit par l'humble lucidité d'Esther, soit par l'enflure rhétorique du conteur omniscient.
Les deux narrateurs font usage de procédés ironiques, c'est-à-dire qu'ils cherchent à déchiffrer les caractères, à leur arracher leur masque social ou moral, à révéler les personnes cachées sous les personnages. Pour ce faire, ils disposent de trois techniques que leur prête Dickens, l'humour, le pathos et la satire.

#### Ironie et humour
L'humour implique une grande part de sympathie de la part du narrateur. Aussi Dickens ne s'en sert-il que pour lancer de petites piques aux personnages recevant son agrément, façon de souligner leurs qualités jusqu'à la caricature. Ainsi en est-il du traitement réservé à Mr Bagnet, dont l'extrême dévotion qu'il porte à son épouse devient gentiment excentrique, alors même qu'il se flagelle en proclamant à satiété que, quoi qu'il arrive, « la discipline sera maintenue ». De même, Trooper George révèle sa bonté de cœur à la manière militaire, en claquant des talons et en un garde-à-vous verbal de métaphores guerrières. À cette catégorie ressortissent aussi Mrs Rouncewell dont la parfaite efficacité pèche par excès, et Miss Flite qui dispense sa bienveillance tel un papillon butinant.

#### Ironie et pathos
Le pathétique entourant les faibles dans la création dickensienne, c'est le petit Jo qui en est ici le principal bénéficiaire. En particulier, la description de sa mort au chapitre 47, ironiquement intitulé, puisqu'il ne possède rien, « Le testament de Jo », est à l'évidence un morceau de bravoure mélodramatique conçu pour faire couler les larmes. Tous les ingrédients de ce que les Anglais appellent un tear-jerker se bousculent au présent de narration, temps usuel dans le récit à la troisième personne, mais ici soulignant l'immédiateté de la tragédie : voix quasi inaudible ; conscience de l'ultime étape, le cimetière où repose déjà Nemo, son seul véritable ami ; plongée soudaine dans les ténèbres ; tâtonnement vers la main de Woodcourt ; puis dénouement au milieu du Notre-Père, répété pour la première et la dernière fois, chaque étape jalonnée de commentaires émanant du narrateur avec les clichés d'usage (« le bout du chemin », « la carriole brinquebalante ») ; et, en guise de conclusion, une solennelle exhortation aux puissants de ce monde, gouvernement et reine compris.
Le lecteur garde l'impression que la mort du petit Jo est à l'image de sa vie, un exemple de courage, d'honnêteté, d'innocence sacrée. Jo devient alors plus qu'un symbole, une sorte d'allégorie du Bien, parée de toutes les qualités en lesquelles Dickens n'avait de cesse de clamer sa foi.

#### Ironie et satire
La satire de Dickens envers ses personnages se fonde sur quelques procédés, en particulier l'enflure de certaines attitudes ou maniérismes, le choix des noms et, selon le cas, la comédie ou le drame.

##### Attitudes et maniérismes
La vision qu'a Dickens des êtres ressemble à bien des égards à celle d'un enfant enregistrant avec force une impression isolée, un trait physique ou comportemental, une manie ou un tic. Ainsi, Mr Chadband se caractérise par sa manière de s'exprimer, l'allongement de ses propos jusqu'au point de rupture, la lenteur de sa lourde pompe rhétorique. Cette caricature, plantée par Dickens dès le début et jamais démentie, campe un grotesque cachant sous ses homélies les bouffissures d'une autosatisfaction aussi creuse qu'elle s'avère hypocrite et rapace.
Au-delà de l'actualité historique, cette unicité de dimension leur confère la permanence : éminemment anglais et victorien, Mr Chadband acquiert, par l'immuable répétition de son être, une transcendance le plaçant en dehors de son époque et même de la fiction. D'ailleurs, lui et ses congénères échappent aux lois du temps et de la durée, sans vieillir, sans se rider, pour toujours jeunes ou vieux selon l'usage auquel ils sont destinés, stylisés en leur ridicule et par lui promus à l'éternité

##### Noms

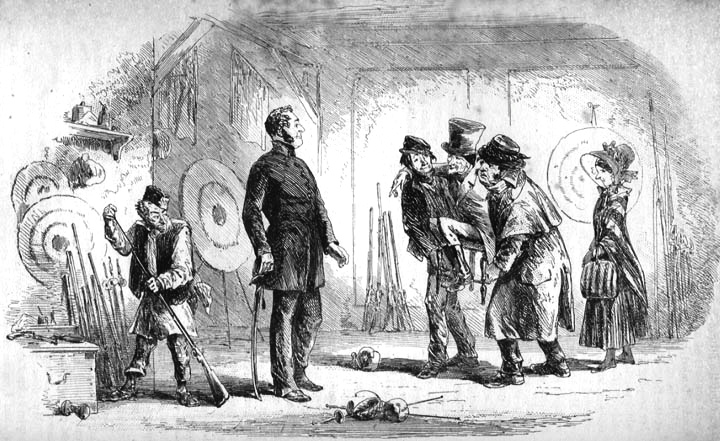
Le vieux Smallweed se fait porter jusqu'au stand de tir de George Rouncewell (Phiz).

Dickens s'amuse et amuse le lecteur en enfilant des séries de noms dont la seule variante est la lettre initiale : ainsi la séquence des Boodle, Coodle, Doodle, etc., jusqu'à Noodle, signifiant « nouille », et la même litanie de variations sur Buffy, Cuffy, Duffy, etc., culminant en Puffy (bouffi), manière plaisante de souligner que tous les politiciens sont moulés à l'identique dans leur incompétence et leur haute estime de soi.
D'autres noms, assez peu nombreux dans La Maison d'Âpre-Vent, révèlent l'activité de leurs titulaires. Blaze et Sparkle (« flamber » et « étinceler ») ressortissent tous les deux à une sémantique appropriée pour des bijoutiers ; Sheen et Gloss (« lustre » et « vernis ») évoquent des merciers à la camelote « brillante », sous-entendu que « tout ce qui brille n'est pas d'or » ; Chizzle raconte l'homme de loi « tranchant » tel un « ciseau » (chisel) ; Swills annonce les vocalises méchamment « avinées » de son porteur, to swill signifiant « boire comme un tonneau » et pig swills évoquant la bouillie pour cochons ; quant à Bob Stables, avec un patronyme signifiant « écurie », il n'est guère étonnant qu'il veuille devenir vétérinaire.
D'autres appellations, plus fréquemment rencontrées, caractérisent le tempérament : de Gusher « jaillissent »  (gush forth) des paroles enfiévrées ; Miss Barbary n'a pas de cœur ; Bucket (« seau ») passe son temps à écoper la boue de la société ; Mr Jellyby (« gélatine », « gelée ») est dépourvu de colonne vertébrale ; Mrs Snagby combine snag et nag, à la fois « vieille jument éreintée » et « mégère acariâtre » ; Smallweed évoque l'« herbe rare » répandant une manne maigrichonne ; Krook est un « filou » (crook) aux doigts « crochus » (crooked) et pratiquant de « louches » (crooked) affaires, etc..
Le bestiaire est surtout réservé aux gens de peu, tels Mr Badger le « castor » (badger), Mr Dingo le « dingo », Mr Chadband le « banc de dorades » (chad), Mr Quale la « caille » (quail), Mr Swallow l'« hirondelle » (swallow), Mr Weevle le « charançon »  (weevil), Phil Squod l'hybride de « pieuvre » (squid) et d'« escouade » (squad).
Quelques noms enfin relèvent du contexte historique : ainsi, le jeune Turveydrop s'appelle « Prince » en souvenir du Prince-Régent et « Watt » rappelle le célèbre physicien.
Toutes ces trouvailles sont particulièrement heureuses et l'appellation des personnages principaux est chargée de symbolisme : Ada Clare, la pureté faite femme, Esther, reine ayant sauvé les Hébreux, Summerson (« été, soleil »), deux fois « ensoleillée », Woodcourt, solide et sain comme le bon « bois » (wood), Skimpole, « écrémant » (skim) le bon lait de la vie, Jarndyce, en état de perpétuelle « jaunisse » (jaundice), Dedlock enfin, « mortellement » (dead) « clouée » dans une union de façade (wedlock) avec un homme dont l'ambition est de fermer les béantes écluses (locks) de la société, noms de scène, en somme, qui sonnent bien et résument d'emblée leur titulaire.

##### Comédie et drame de situation
Comme souvent chez Dickens, certains personnages dits « évolutifs » entrent en contact avec d'autres qui restent figés, ce qui provoque, selon les circonstances, des situations relevant de la comédie ou du drame, les deux dits « de situation ».

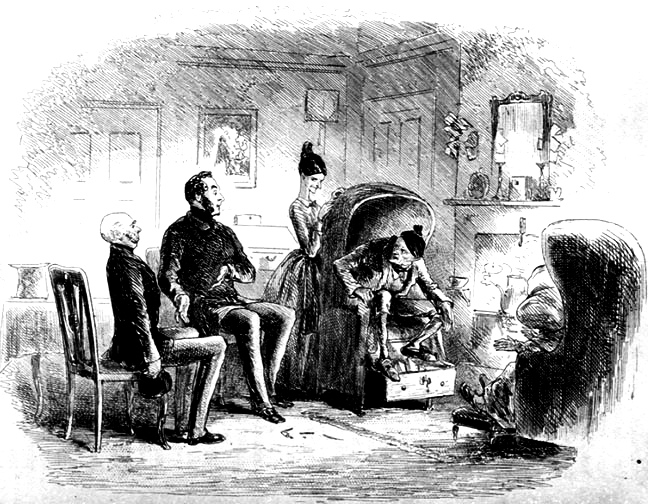
Trooper George face au vieux Smallweed (Phiz).

Les personnages déshumanisés, sans consistance ou mécaniques, répétant à l'envi un tic physique ou verbal, deviennent des jouets pour les autres, qu'ils soient eux-mêmes des pantins ne sachant plus s'affirmer ou, le plus souvent, des hommes et des femmes appelés à changer. Ainsi, Esther, pourtant bien intentionnée, ne peut s'empêcher, lors de sa première rencontre avec Mr Jellyby au chapitre 4, de voir en lui un « objet étrange » : peut-être, « mis à part le teint, un Africain de naissance », se démarquant à peine de la chaise sur laquelle « il s'est effondré » et dont il partage le vide puisque « les deux sont également dénués de haut et de bas » ; de même, alors qu'elle assiste au chapitre 23 à une conversation entre le vieux Turveydrop, son fils Prince et Caddy, elle prend ses distances avec le groupe, se complaisant ironiquement à l'emploi des pronoms personnels de la troisième personne (il, elle, eux) et omettant soigneusement le « je » dont elle fait normalement usage, comme pour mieux s'en différencier. Et lorsque Trooper George fait face aux Smallweed au chapitre 21, le narrateur omniscient se lance dans une comparaison biblique entre David et Goliath, mais la scène s'est inversée, Trooper George ne s'avérant qu'un géant vulnérable entre les mains habilement perverses d'un redoutable nain,.
De telles scènes s'apparentent à la farce, les personnages comiques, fidèles à eux-mêmes, se comportant selon leur schéma préétabli et les narrateurs, surtout le titulaire de la troisième personne, s'en donnant à cœur-joie. Cependant, la comédie peut soudain changer de registre, se faire à rebours, et appeler le bathos, ce pathos que suscite l'excès de souffrance soudain porté jusqu'au ridicule. Ainsi, lorsque le jeune Peepy Jellyby, fils de l'une des maniaques de la philanthropie, se coince la tête entre les lances d'une grille au chapitre 4, les voisins compatissants volent à son secours, mais le tirant du mauvais côté, l'enserrent encore plus au lieu de le libérer,.
Le drame de situation apparaît surtout dans le récit d'Esther qui, malgré son souci d'objectivité et à la différence de son homologue à la troisième personne, dévoile ses préférences et ses réticences à l'égard des personnages qui croisent son chemin. De plus, même si son rôle reste mineur et beaucoup vécu par procuration, elle se situe au nœud de l'intrigue par ses rapports avec Jarndyce, Hawdon et Lady Dedlock, reste partie prenante de l'affaire débattue à la Chancellerie et, de ce fait, devient elle aussi victime des forces supérieures broyant tant de vies autour d'elle. Qu'elle en réchappe sans dommage ne semble dû qu'à sa force de caractère et à son légendaire bon sens.
Car un conflit sourd en La Maison d'Âpre-Vent : d'un côté, les hommes de pouvoir, juges, avoués et avocats, politiciens, philanthropes officiels et coterie dirigeante ; de l'autre, les pauvres, les laissés-pour-compte, les faibles, les oubliés. D'où des scènes de dramatisation poussées à l'extrême qui forcent les personnages évolutifs à se révéler au plus secret. Ainsi, Lady Dedlock, conduite à arracher son masque d'élégant ennui lorsque le système la traque comme un animal blessé ; Richard Carstone parti à la dérive dès l'instant où il s'allie avec ce même système qui s'apprête à le broyer. Quant à Esther Summerson, elle observe, réagit, puis fait un choix : résolument du côté des victimes, elle renonce à « Chesney Wold », prend un mari dévoué à ses causes, s'installe à la campagne où elle pratique une philanthropie de bon aloi. En fin de compte, les deux mondes, le sien et celui du système, continuent à coexister, mais sans plus se rencontrer.

#### Les personnages et leur environnement
Chez Dickens, les personnages sont toujours à l'image des lieux où ils évoluent. Ainsi, l'univers mental de Lady Dedlock se décompose d'ennui comme se noie le paysage du Lincolnshire, Jo ressemble à « Tom-All-Alone's » dont il se dit lui-même « un produit fait maison » (a home made article) et où les résidents grouillent comme des asticots (maggot-like), Tulkinghorn « est » la Chancellerie avec son bureau en forme de tribunal, John Jarndyce ressemble à « Bleak House », retiré et complexe comme son isolement et son labyrinthe intérieur. Le décor finit même par sécréter la personne qui en devient une sorte d'extension, Krook restant indissociable de son entrepôt, Hawdon de son cimetière, le Lord Chancelier de sa cour.
Il arrive cependant qu'une fois le processus de caractérisation achevé, le personnage soit détaché de cet environnement et lâché dans l'aventure : le lieu demeure et, quoique prenant des couleurs différentes, plus ternes pour « Chesney Wold » après le départ de Lady Dedlock, désormais à l'image de son unique résident, Sir Leicester, il reste neutre, alors que le personnage se trouve comme amputé et, le plus souvent, poussé vers l'annihilation. Henri Suhamy explique qu'alors l'environnement continue à jouer son rôle, « en fournissant des accessoires symboliques sur demande, son brouillard ou son soleil, ses prisons ou ses promenades, ses arbres tordus, noircis, rabougris et ses jardins ».

### Fonctions des personnages
Les romans de Dickens étant, malgré leur diversité, des entités organiques cohérentes, les personnages y remplissent d'abord un rôle structurel. John Hillis-Miller note qu'il s'agit d'« un monde d'abord fait de fragments tronqués qui se rassemblent pour former un univers où tout est intimement lié, une vaste mécanique dans laquelle le moindre changement quelque part se répercute partout ailleurs », opinion reprenant celle de John Forster qui rappelle combien Dickens aimait à souligner que « le monde est bien plus petit qu'on ne le croit […] nous sommes tous reliés par le destin sans le savoir, […] et demain ressemble beaucoup à hier ». D'ailleurs, le narrateur omniscient du roman insiste lui aussi sur cette interdépendance au chapitre 16, lorsqu'il demande : « Quel rapport peut-il y avoir entre ce Mercure, le château du Lincolnshire, l’hôtel de Londres et le pauvre hère sur qui tomba un rayon de lumière céleste le soir où il balaya les marches du cimetière des pauvres ? Quel rapport existe-t-il entre tant de gens qui, des points opposés de l’abîme, n’en sont pas moins rapprochés d’une façon étrange, dans les drames sans nombre que renferme la société ? ».
Dans La Maison d'Âpre-Vent, les personnages se trouvent reliés selon deux axes principaux, l'un vertical, celui du déterminisme historique et social, l'autre horizontal, fait de duplication, division ou aliénation thématiques.

#### L'axe vertical: déterminisme historique et social
Telle est la condition humaine dans le roman que ses personnages sont tous plongés dans un monde qui s'est fourvoyé avant leur naissance ou au cours de leur passé. Ainsi, les plaignants de l'affaire Jarndyce, John Jarndyce, Miss Flite, Gridley, etc., se trouvent pris au piège d'un procès commencé plusieurs générations avant eux. Certains s'en accommodent, d'autres font l'erreur de croire qu'une issue heureuse est proche, mais tous sont marqués. À ce propos, John Jarndyce évoque au chapitre 8 une sorte de péché originel, et Lady Dedlock se dit victime d'événements s'étant déroulés quelque vingt-et-un  ans auparavant, d'emblée condamnée en somme, et tirée, malgré les apparences, vers un passé qu'elle sait à la fois heureux et maudit.
John Hillis-Miller fait cependant remarquer que la dégradation des personnages s'explique également par une sorte de magnétisme du futur : « Au lieu d'être poussés par derrière ou de l'intérieur, écrit-il, [ils] peuvent être attirés par l'avenir », ce qui serait le cas de Gridley, l'homme du Shropshire, qui, au chapitre 24, « s'effondre en une heure », de Tulkinghorn aux chapitres 55 et 59, dont la disparition abat soudain le fier univers des Dedlock, de Krook dont la combustion spontanée est l'accomplissement d'un long processus, de Sir Leicester dont l'attaque cérébrale, au chapitre 56, met le corps à l'unisson de la vie pétrifiée. Chaque fois, explique Hillis-Miller, « on dirait qu'une orientation cachée apparaît soudain au grand jour, lorsque, toute retenue oubliée, le personnage se livre d'un coup à la destinée qui n'a eu de cesse de l'attirer de plus en plus intensément. » D'ailleurs, Miss Flite s'écrie au chapitre 25 que la Chancellerie exerce sur elle « un attrait aussi irrésistible que cruel », les gens concernés « ne [pouvant] s'en détacher […], comme condamnés à poursuivre, […] attirés au loin dans la nuit ».
De plus, Dickens s'efforce de montrer que la société est un corps organique où chaque strate sociale dépend l'une de l'autre. La négligence de la caste dirigeante, par exemple, perpétue le pestilentiel « Tom-All-Alone's », qui à son tour contamine l'ensemble de la population, soit directement par la contagion, soit de façon détournée par la présence du capitaine Hawdon dans le cimetière qui précipite la chute de la maison Dedlock. Ainsi, la « lie » (dregs) du populaire côtoie le vernis (veneer) du beau monde, l'écume (scum) des bas quartiers se mêle à la mousse (froth) des salons huppés, tous solidaires malgré eux et finalement réunis : Gridley et Richard, Jo et Lady Dedlock, Hortense et Tulkinghorn, Hawdon et Krook, autant de trajectoires parallèles mais asymptotiques.

#### L'axe horizontal: duplication, division et aliénation thématiques
Tous les personnages du roman sont dotés au moins d'un homologue, leur double ou leur contraire. À ce titre, leur multitude est elle aussi structurelle : Dickens n'a jamais doué une seule de ses créations d'une psychologie complète, c'est par l'addition de plusieurs facettes disséminées çà et là qu'il rend compte de la réalité humaine. Ainsi, un type social défini se voit doublé ou même triplé : les hommes de loi sont représentés par Tulkinghorn, Conversation Kenge, Vholes, les victimes de la Chancellerie par Gridley, Flite, Carstone, etc., les parasites par Smallweed, Skimpole, Turveydrop, voire Jarndyce, les esprits robustes par Boythorn, Mr Bagnet (Lignum Vitae), Mrs Bagnet, Trooper George, les sauveurs par Esther, Woodcourt, Rouncewell.

##### Duplication

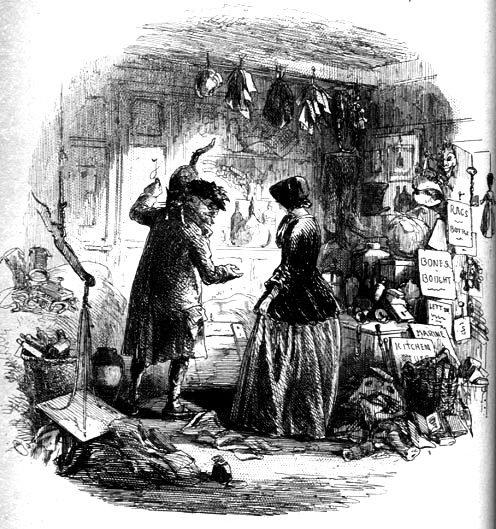
Krook, le Chancelier de la brocante, se fait déchiffrer le document crucial qu'il vient de trouver (Phiz).

Le schéma le plus fréquent, cependant, est le double, soit copie conforme, soit copie inversée. Ainsi, Krook est une parodie burlesque du Lord Chancelier, accumulant comme lui les documents, mais – signe d'un monde à l'envers – détenant, sans qu'il en comprenne la valeur, le testament Jarndyce, pièce maîtresse du dossier indispensable à la poursuite des débats. L'intention satirique est évidente : d'une certaine manière, son bric-à-brac est moins chaotique que la justice du royaume, et sa mort par combustion interne, embrasant du coup tout son empire, acquiert une dimension symbolique : elle montre le chemin, l'auto-annihilation qui ne profite qu'aux vautours guettant les charognes de la loi, les Smallweed, par exemple, tout sourire dans leur boutique.
Le couple Boythorn-Skimpole, lui, est un assemblage de contraires, l'un généreux et sainement disert, l'autre pingre et rompu aux échappatoires volubiles ; Jarndyce et Skimpole forment une autre paire, mais en miroirs disposés face à face, presque interchangeables, à ceci près que le premier a de l'argent tandis que le second vit à ses crochets. Tels sont les modèles s'offrant à Richard Carstone qui, en définitive, prête l'oreille à Skimpole et finit comme Gridley.
D'autres paires ne servent qu'à illustrer deux aspects d'un sentiment ou d'une attitude et à marquer le choix de Dickens : par exemple, Guppy est un prétendant égoïste, pompeux et, en définitive, ridicule, alors que Woodcourt reste discret et peu préoccupé de lui-même ; Gridley en arrive à la violence dans le conflit l'opposant à la Chancellerie, tandis que Miss Flite sombre dans une soumission folâtre ; Mr Bagnet est aussi résistant qu'un arbre noble, et Jellelby s'assimile à un invertébré.

##### Division
Dickens octroie également à certains de ses personnages une personnalité divisée, l'une publique, l'autre secrète. Comme pour le Dr Jekyll et Mr Hyde de Stevenson, deux noms leur sont alors attribués : Neckett côté jardin devient Coavinses côté cour, Jobling se métamorphose en Weevle, Hawdon se rétrécit en Nemo, et même le redoutable et inopérant Lord Chancelier se mue en un homme ordinaire une fois franchi le seuil de sa maison.
Plus complexe est le cas de Lady Dedlock qui, outre son masque de dignité hautaine et la réalité de son cœur éploré, se trouve encore fragmentée par plusieurs relations triangulaires.
La première est celle qu'elle forme avec Hawdon et Sir Leiscester, relation qui n'est pas sans rappeler l'enchaînement tragique d'Andromaque de Racine, où Oreste aime Hermione qui aime Pyrrhus qui aime Andromaque qui aime le souvenir de son mari Hector ; ici, Sir Leiscester aime Lady Dedlock (Honoria) qui aime le capitaine Hawdon, à quoi s'ajoute une série de confusions, puisque, mère cachée d'Esther qu'elle croit morte, elle emprunte les vêtements de Jenny, puis ceux d'Hortense, se voyant ainsi accusée du crime que cette dernière a commis, et qu'elle est la sœur de Miss Barbary qui, ayant usurpé son rôle, l'a à son insu remplacée.
Aussi la deuxième relation triangulaire se constitue-t-elle autour du concept de la maternité, impliquant Esther, Miss Barbary et Jenny : Miss Barbary éprouve du ressentiment à l'égard d'Esther qui lui rappelle le déshonneur encouru par Lady Dedlock, et aussi parce que cet événement l'a obligée à rompre ses fiançailles avec Lawrence Boythorn, alors que Jenny, mère éplorée, pleure son bébé mort, deuil qu'à tort Lady Dedlock porte elle aussi secrètement en elle. En somme, Miss Barbary, mère de substitution sans amour pour une enfant bien vivante, représente la réalité de la maternité de Lady Dedlock, tandis que cette dernière voit en Jenny ce qu'elle croit être, la mère d'un bébé mort.
Troisième relation triangulaire, celle qui, dans la violence cristallisée autour de Tulkinghorn, réunit Lady Dedlock, Esther et Hortense. Dans le monde de « Chesney Wold », le rôle d'Hortense, dont la dame du manoir revêt la défroque pour se rendre au cimetière de « Tom-All-Alone's », est de projeter en chair et en os la personnalité secrète de sa maîtresse. Au chapitre 18, Lady Dedlock la renvoie, comme pour se débarrasser d'une partie encombrante d'elle-même, mais la servante offre, en vain d'ailleurs, ses services à Esther pour la seule raison qu'elle retrouve en elle les traits de sa maîtresse. Aussi l'intervention de Tulkinghorn, qui se donne pour mission de détruire Lady Dedlock, doit-elle nécessairement aboutir à son annihilation : Hortense sera le bras armé du meurtre, mais c'est Lady Dedlock qui, symboliquement, tue l'homme de loi. L'identification de l'une à l'autre aura été totale : Lady Dedlock s'est sentie soulagée et coupable, puis a pris la fuite comme pour échapper à son destin ; Esther a elle aussi ressenti le frissonnement de la peur et de la culpabilité, et si Hortense est promise à l'échafaud des hommes, seule Lady Dedlock reçoit le verdict de la justice immanente.

##### Aliénation
Dans La Maison d'Âpre-Vent, de nombreux personnages ne sachant rien les uns des autres se trouvent liés comme dans une mécanique impersonnelle. Tel est le cas, par exemple, de Jo et de Richard, annihilés par un système plutôt que par la malveillance active de quelques-uns. Il en résulte, pour ces victimes, une aliénation totale du monde qui les entoure, et même un éloignement de leur propre être, comme si leur vie ne leur appartenait plus. C'est que la désintégration des personnages résulte de la pestilence morale de la société. « La corruption se multiplie dans le monde de La Maison d'Âpre-Vent, souligne John Hillis-Miller, et le désordre s'étend faute de principe contraire émanant de l'homme. L'effondrement du monde est de sa faute, mais ce monde abandonné prendra sa revanche […] Son sort est entre ses mains ; s'il est responsable de sa décomposition, il lui est encore possible d'y mettre un terme et de le reconstruire. »

### Texte
- (en) Charles Dickens, Bleak House, New York, W. W. Norton & Co., 1977, 985 p. (ISBN 978-0-393-09332-2), préface et notes de George Ford et Sylvère Monod.
- (en) Charles Dickens (trad. Sylvère Monod), La Maison d'Âpre-Vent : Récits pour Noël et autres, Gallimard, coll. « Bibliothèque de la Pléiade (n° 278) », 1979, 1744 p. (ISBN 2-07-010953-4).

### Traduction en français
- Charles Dickens (trad. Mme H. Loreau, sous la direction de Paul Lorain), Bleak-House, Paris, Hachette, 1896, 402 p. (1re éd. française : 1857), disponible sur Wikisource Bleak-House/Texte entier.

### Ouvrages généraux
- (en) Asa Briggs, Victorian People, A Reassessment of People and Themes, 1851-1867, Chicago, University of Chicago Press, 1975, 312 p.
- (en) Geoffrey Best, Mid-Victorian Britain 1851-75, Londres, Weinefeld and Nicholson, 1971, 337 p.
- (en) Paul Schlicke, Oxford Reader’s Companion to Dickens, New York, Oxford University Press, 2000, 675 p. (ISBN 978-0-19-866253-2).
- (en) Charles Dickens (dir. et Lettres), The Letters of Charles Dickens, Pilgrim Edition, Oxford, Clarendon Press, 1965-2002, 12 volumes.
- (en) Paul Davis, Charles Dickens from A to Z, New York, Checkmark Books, 1999, 432 p. (ISBN 0-8160-4087-7).
- (en) John O. Jordan, The Cambridge companion to Charles Dickens, New York, Cambridge University Press, 2001.
- (en) David Paroissien, A Companion to Charles Dickens, Chichester, Wiley Blackwell, 2011, 515 p. (ISBN 978-0-470-65794-2).

### Ouvrages spécifiques

#### Charles Dickens et son œuvre
- (en) John Forster, The Life of Charles Dickens, Londres, J. M. Dent & Sons, 1872-1874, édité par J. W. T. Ley, 1928.
- (en) G. K. Chesterton, Appreciations and Criticisms of the Works of Charles Dickens, Londres, J. M. Dent, 1911.
- (en) Humphry House, The Dickens World, Londres, Oxford University Press, 1941, 232 p.
- (en) Lionel Stevenson, The Sewanee Review no 51, 1943, « Dickens' Dark Novels, 1851-57 », p. 404-405.
- (en) Edgar Johnson, Charles Dickens : His Tragedy and Triumph. 2 vols, New York, Simon and Schuster, 1952, 1158 p.
- Sylvère Monod, Dickens romancier, Paris, Hachette, 1953, 520 p.
- (en) K. J. Fielding, Charles Dickens, a critical introduction, Londres, Longmans, Green and Co., 1958, 218 p.
- (en) John Butt et Kathleen Tillotson, Dickens at Work, Londres, Methuen, 1957, 250 p.
- (en) John Hillis-Miller, Charles Dickens, The World of His Novels, Harvard, Harvard University Press, 1958, 366 p. (ISBN 978-0-674-11000-7, lire en ligne).
- (en) Philip Collins, Dickens and Education, New York, St. Martin's Press, 1963, 258 p.
- (en) William John Harvey, Character and the Novel, Ithaca, N.Y., Cornell University Press, 1965, 222 p.
- (en) F. R. Leavis et Q. D. Leavis, Dickens the Novelist, Londres, Chatto & Windus, 1970, 371 p. (ISBN 0-7011-1644-7).
- (en) A. E. Dyson, The Inimitable Dickens, Londres, Macmillan, 1970, 304 p. (ISBN 0-333-06328-7).
- (en) Angus Wilson, The World of Charles Dickens, Harmondsworth, Penguin Books, 1972, 312 p. (ISBN 0-14-003488-9, EAN 9780140034882), (fr) traduit par Suzanne Nétillard, Paris, Gallimard, 1972, 277 p.
- (en) Harry Stone, Dickens and the Invisible World, Fairy Tales, Fantasy and Novel-Making, Bloomington et Londres, Indiana University. Press, 1979, xii + 370
- (en) Robin Gilmour, The Idea of the Gentleman in the Victorian Novel, Londres, Boston, Allen & Unwin, 1981, 190 p. (ISBN 0-04-800005-1).
- (en) Michael Slater, Dickens and Women, Londres, J. M. Dent & Sons, Ltd., 1983, 465 p. (ISBN 0-460-04248-3).
- (en) Beth Herst, The Dickens Hero : Selfhood and Alienation in the Dickens World, Londres, Weidenfeld and Nicolson, 1990, 206 p.
- (en) Natalie McKnight, Idiots, Madmen, and Other Prisoners in Dickens, New York, St Martin's Press, 1993, 148 p.
- (en) Peter Ackroyd, Charles Dickens, Londres, Stock, 1993, 1234 p. (ISBN 978-0-09-943709-3), (fr) traduit par Sylvère Monod, Paris, Stock, 1993, 1234 p.
- (en) Malcolm Andrews, Dickens and the grown-up child, Basingstoke, Macmillan, 1994, 214 p.
- (en) Philip Collins, Dickens and crime, Londres, Macmillan, 1994, 371 p.
- (en) Hilary Schor, Dickens and the Daughter of the House, Cambridge, Cambridge University Press, 1999.
- (en) Juliet John, Dickens's Villains : Melodrama, Character, Popular Culture, Oxford, Oxford University Press, 2001, 258 p.
- (en) Linda M. Lewis, Dickens, His Parables, and His Readers, Columbia, University of Missouri Press, 2011, isbn=
- (en) R. E. Pritchard (éd.), Dickens's England : Life in Victorian Times, Stroud, Gloucestershire, The History Press, 2009, 284 p.
- (en) Peter Ackroyd, Dickens, New York, Harper Perennials, 1992, 1195 p. (ISBN 0-06-092265-6, EAN 9780060922658).
- Zaynab Obayda, L'enfance orpheline et la défaillance parentale dans les romans de Dickens : le génie stylistique de l'écrivain engagé, Nancy, Université Nancy 2, 1997.

#### La Maison d'Âpre-Vent
Pour trouver d'utiles compléments, voir en ligne Bleak House Page, Bleak House Bibliography for 2012, Dickens Universe and adjunct conference sur Dickens, Author and Authorship in 2012 et Supplemental Reading About Bleak House.

##### Généralités
- (en) Robert Newsom, Dickens on the Romantic Side of Familiar Things: Bleak House and the Novel Tradition, New York, Columbia University Press, 1977, p. 114-162.
- (en + fr) Robert Ferrieux, Bleak House, Perpignan, Université de Perpignan Via Domitia, 1983, 162 p.
- (en) Harold Bloom, Dickens's Bleak House, Chelsea House Pub, 1987, 175 p. (ISBN 0-87754-735-1, EAN 978-0877547358).

##### Esther Summerson
- (en) James H. Broderick et John E. Grant, Modern Philology, Chicago, The University of Chicago Press, 1958, « The Identity of Esther Summerson », p. 252 sq.
- (en) William Axton, Modern Language Quarterly, 1965, « The Trouble With Esther », p. 545-557.
- (en) William Axton, The Dickensian 62, 3, Canterbury, University of Kent, 1966, « Esther's Nicknames, A Study in Relevance », p. 158-163.
- (en) Alex Zwerdling, PMLA, vol. 88, Los Angeles, 1973, « Esther Summerson Rehabilitated », p. 429-439.
- (en) Judith Wilt, Nineteenth-Century Fiction, Berkely, University of California Press, 1973, « Confusion and Consciousness in Dickens's Esther », p. 275 sq.
- ֵֵ(en) Crawford Kilian, Dickensian Review, vol. 54, 1974, « In Defence of Esther Summerson », p. 318–328.
- (en) Paul Eggert, Dickens Studies Newsletter, vol. 11, 1980, « The Real Esther Summerson », p. 74-81.
- (en) Patricia R. Eldredge, « The Lost Self of Esther Summerson, a Horneyan Interpretation of Bleak House », dans B. J. Paris, Third force psychology and the study of literature, Rutherford N. J., Fairleigh Dickinson University Press, 1986.
- (en) Lawrence Frank, Dickens Studies Annual, vol. 4, Brooklyn, AMS Press, Inc., 1975, « Through a Glass Darkly, Esther Summerson and Bleak House », p. 92 sq.

##### Autres personnages
- (en) Trevor Blount, Nineteenth-Century Fiction, vol. 21, No. 2, Berkeley, University of California Press, 1966, « Sir Leicester Dedlock and 'Deportment' Turveydrop, Some Aspects of Dickens's use of parallelism », p. 149 sq.
- (en) Eugene F. Quirk, The Journal of English and Germanic Philology, vol. 72, No. 4, Urbana, IL 61801, University of Illinois Press, 1973, « Tulkinghorn's Buried Life, a Study of Character in Bleak House », p. 526 sq.
- (en) Harvey Peter Sucksmith, Dickens Studies Annual : Essays on Victorian Fiction, vol. 4, Brooklyn, N. Y. 11205-1073, AMS Press, Inc., 1975 (ISBN 0-404-18524-X), « Sir Leicester Dedlock, Wat Tyler and the Chartists in Bleak House, the Role of the Ironmaster in Bleak House ».